# Origine ethnique et apparence de Jésus

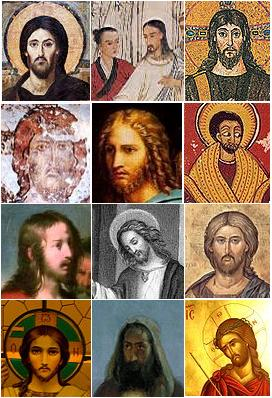
Les auteurs ne s'entendent pas sur l’origine ethnique et l'apparence de Jésus ; il a été représenté sous de multiples aspects au fil des siècles.

L'origine ethnique et l'apparence de Jésus sont débattues pour divers motifs depuis le début du christianisme, bien que le Nouveau Testament ne donne aucune description de l'aspect physique de Jésus avant sa mort et que son récit ne mentionne généralement pas de traits ethniques. Pourtant, Jésus est né à Bethléem, en Judée (actuelle Cisjordanie). Les représentations de Jésus en homme blanc avec des traits européens et des cheveux lisses ne semblent donc pas concordantes et seraient plutôt une intégration culturelle. Jésus serait alors oriental puisqu'il semble également qu'il parlait araméen, commune à l'époque palestinienne, une langue parlée notamment en Syrie.

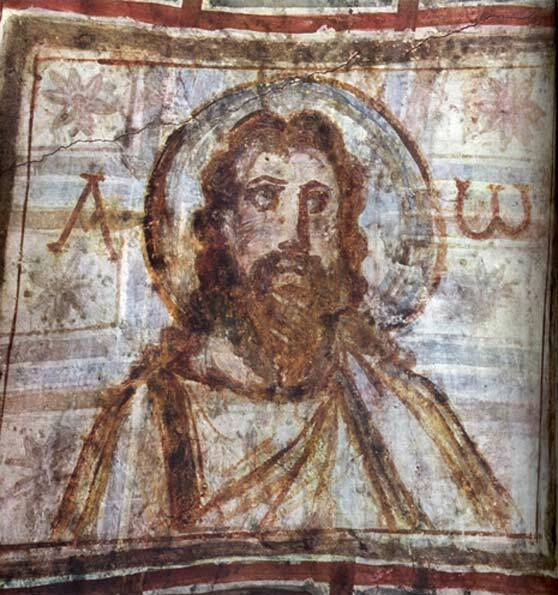
Portrait du Christ dans les catacombes de Rome (IVe siècle)

Malgré l'absence de mentions précises de la Bible et de l'histoire à cet effet, diverses théories sur l’ethnie de Jésus ont été avancées et débattues depuis le IIe siècle,. Au Moyen Âge, plusieurs documents, généralement d'origine inconnue ou douteuse, circulent et donnent des détails sur l'apparence de Jésus. Ils sont maintenant considérés pour la plupart comme des faux,,. Alors que bien des gens se sont fait une image mentale fixe de Jésus à partir de ses représentations artistiques, ces dernières se conforment souvent à des stéréotypes qui reposent non pas sur des recherches sérieuses mais plutôt sur des interprétations indirectes de sources erronées.
Au XIXe siècle, on[évasif] avance des théories selon lesquelles Jésus était européen et notamment « aryen », alors que selon d'autres, il descendait d'Africains noirs. Cependant, comme dans d'autres attributions d'une ethnie aux personnages bibliques, ces assertions ont été pour la plupart subjectives, fondées sur des stéréotypes culturels et l'évolution de la société plutôt que sur une analyse scientifique. Un large éventail de représentations artistiques de Jésus sont apparues en deux millénaires, souvent influencées par le cadre culturel, les circonstances politiques et le contexte théologique,. À l'exception de sa judaïté, il n'y a pas d'accord général des auteurs sur l'ethnicité de Jésus.

## Références bibliques

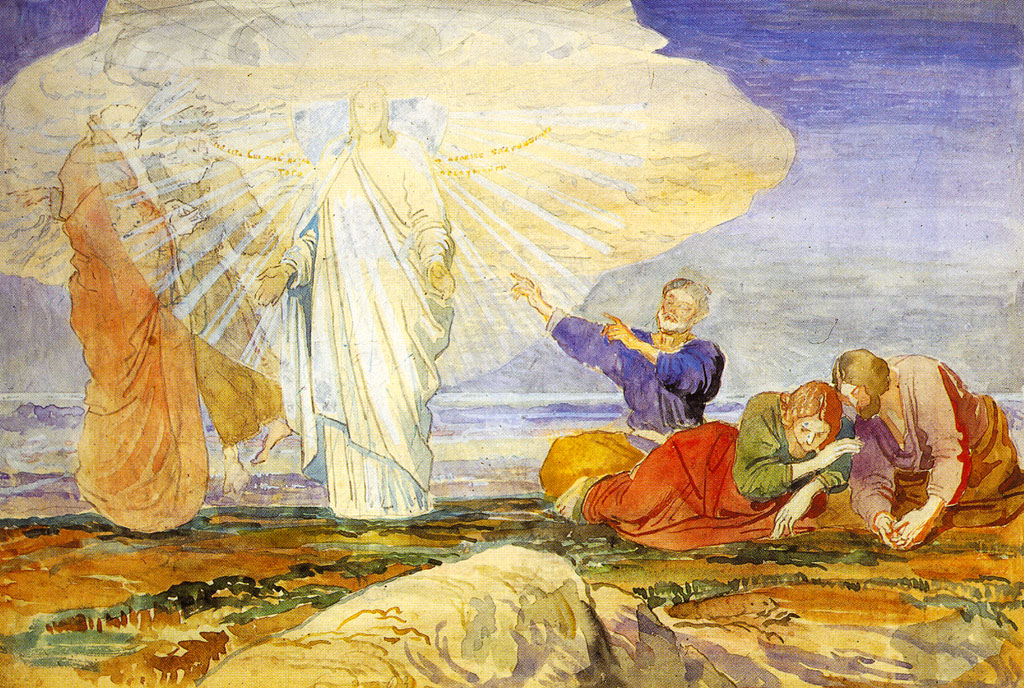
La Transfiguration d'Alexandre Ivanov, 1824.

## Émergence des théories ethniques

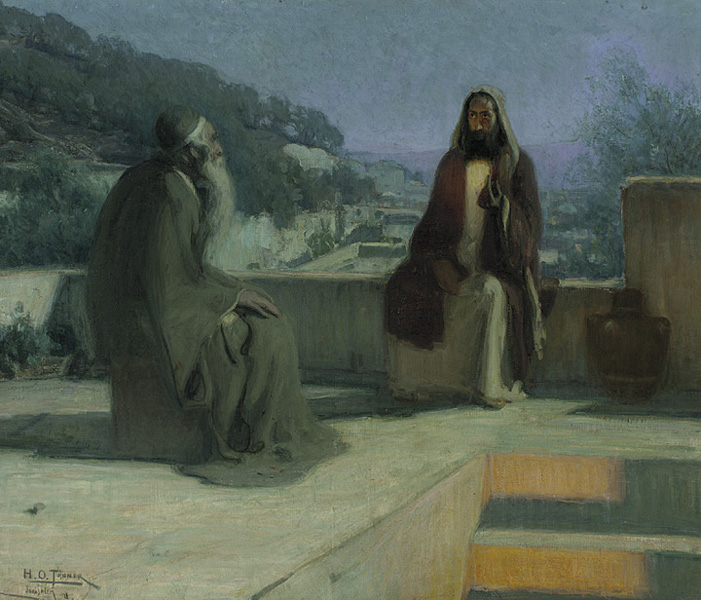
Un Jésus noir avec Nicodème, de Tanner, 1899

## Représentations artistiques

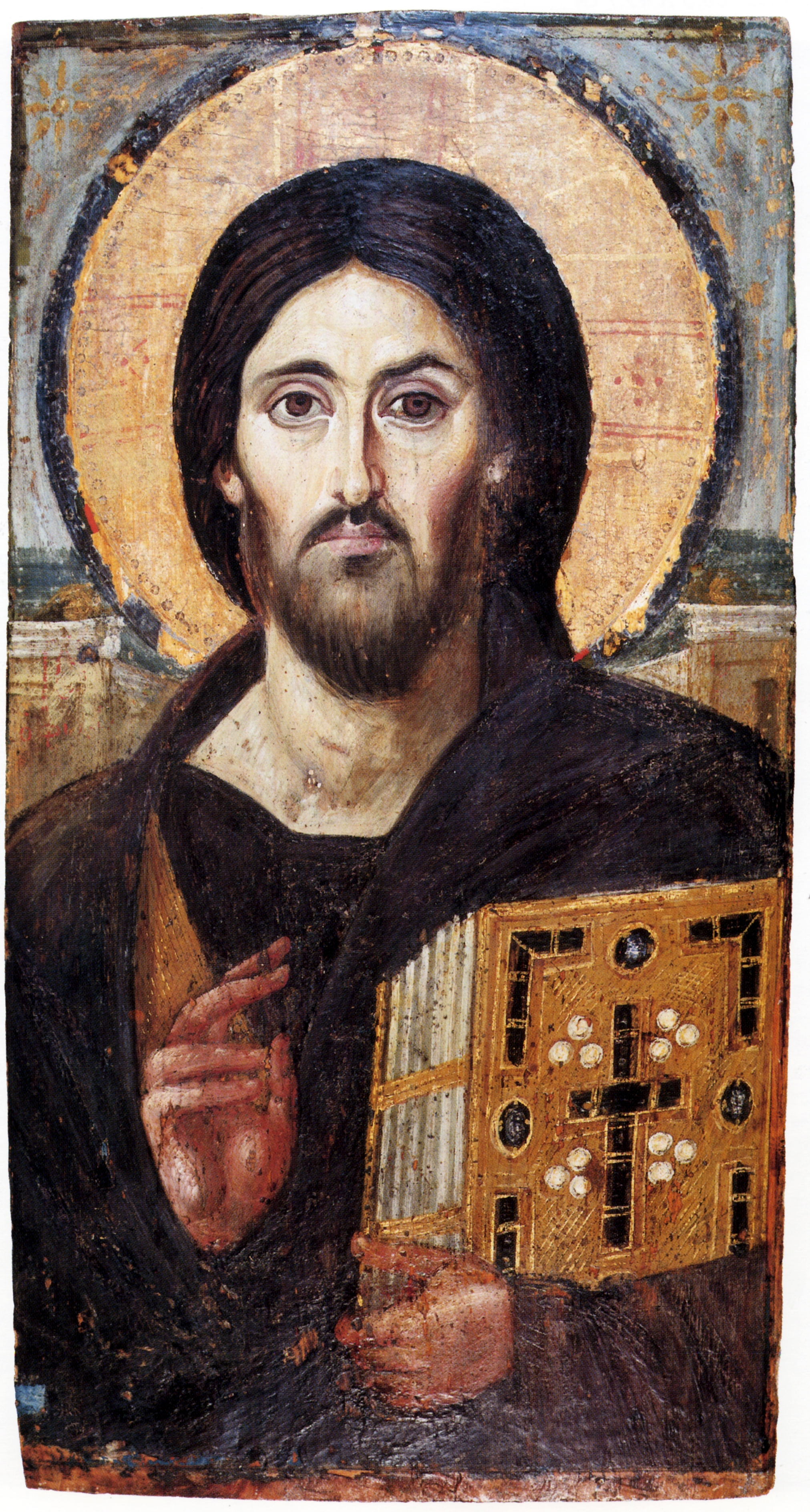
La plus vieille icône existante du Christ pantocrator (VIe siècle), monastère Sainte-Catherine du Sinaï,.

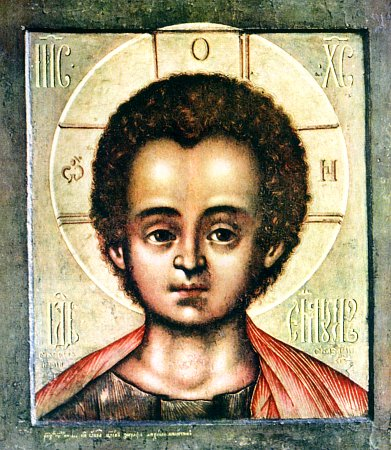
Jésus-Christ Emmanuel, type de représentation orthodoxe, S. Ouchakov, Russie, 1697

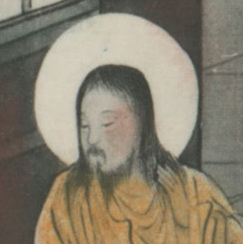
La représentation de l’ethnie de Jésus a été influencée par le cadre culturel, : illustration chinoise, Pékin, 1934-1937.

Image de Jésus Misericordio

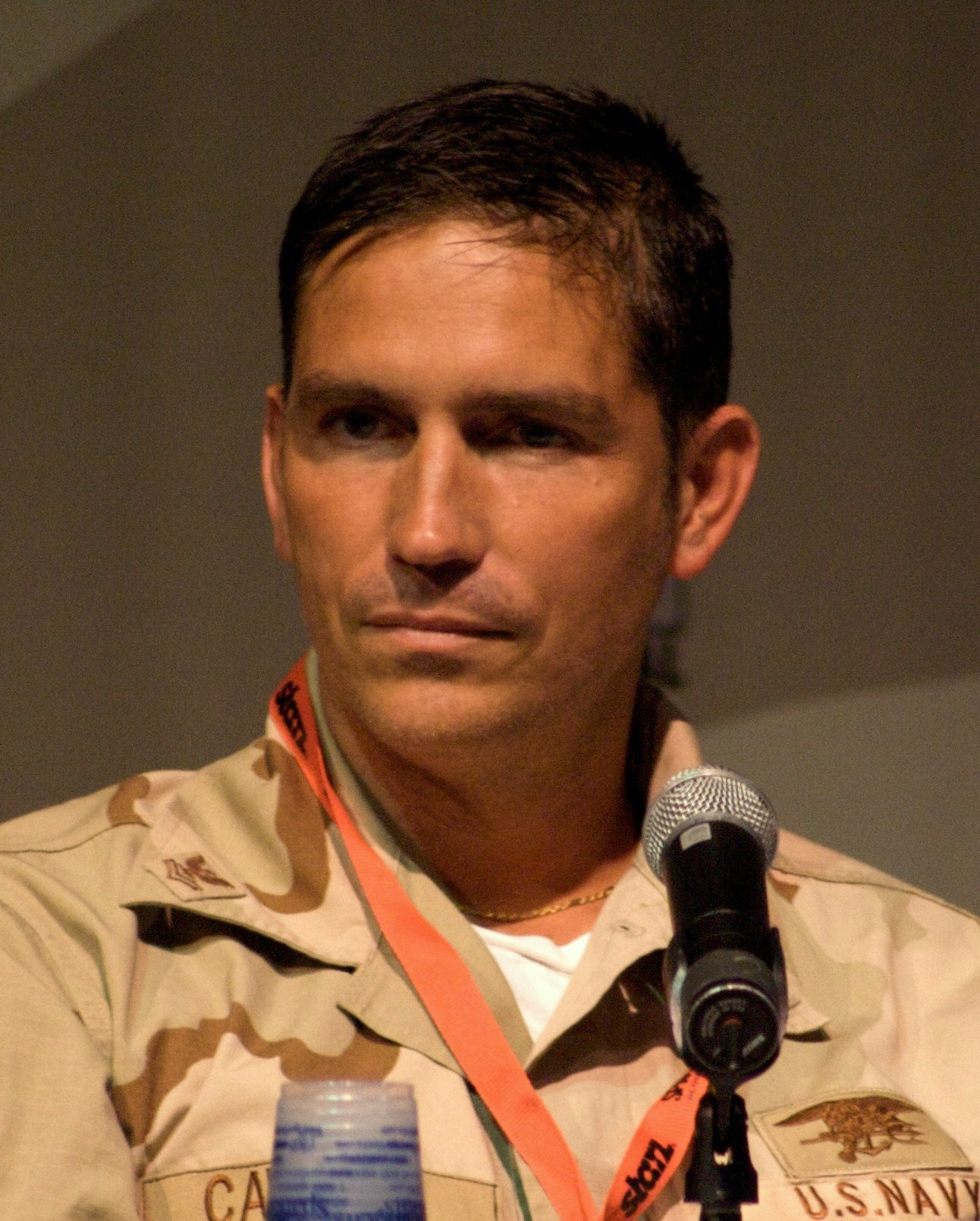
James Caviezel en 2009

### Représentations iconographiques à travers les siècles

Têtes de Christ et bustes
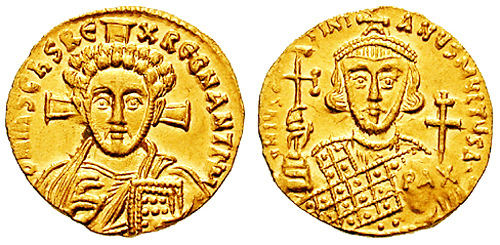
Monnaie byzantine
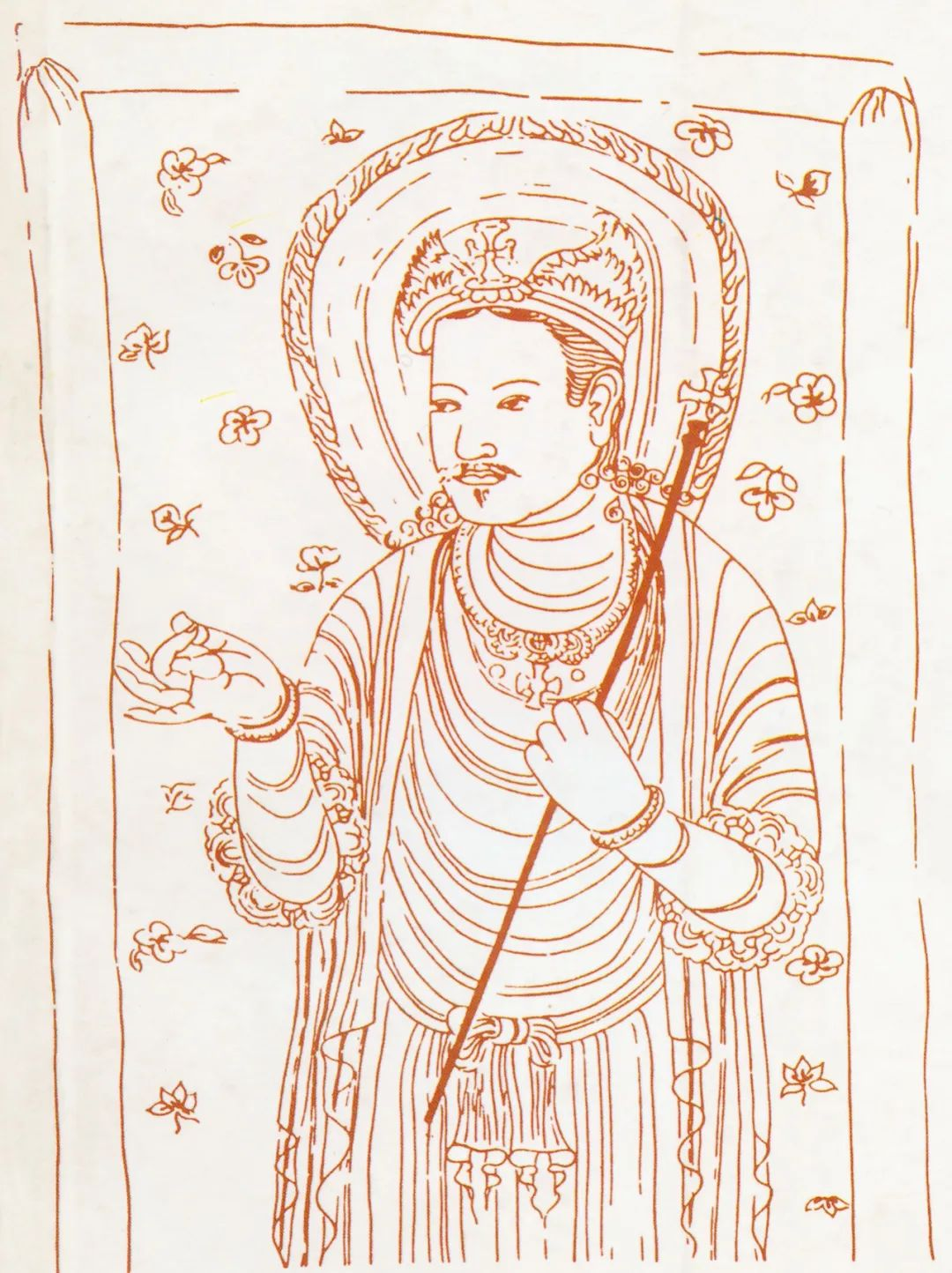
De l'Église nestorienne chinoise (grottes Mo-kao, Tunhwang)
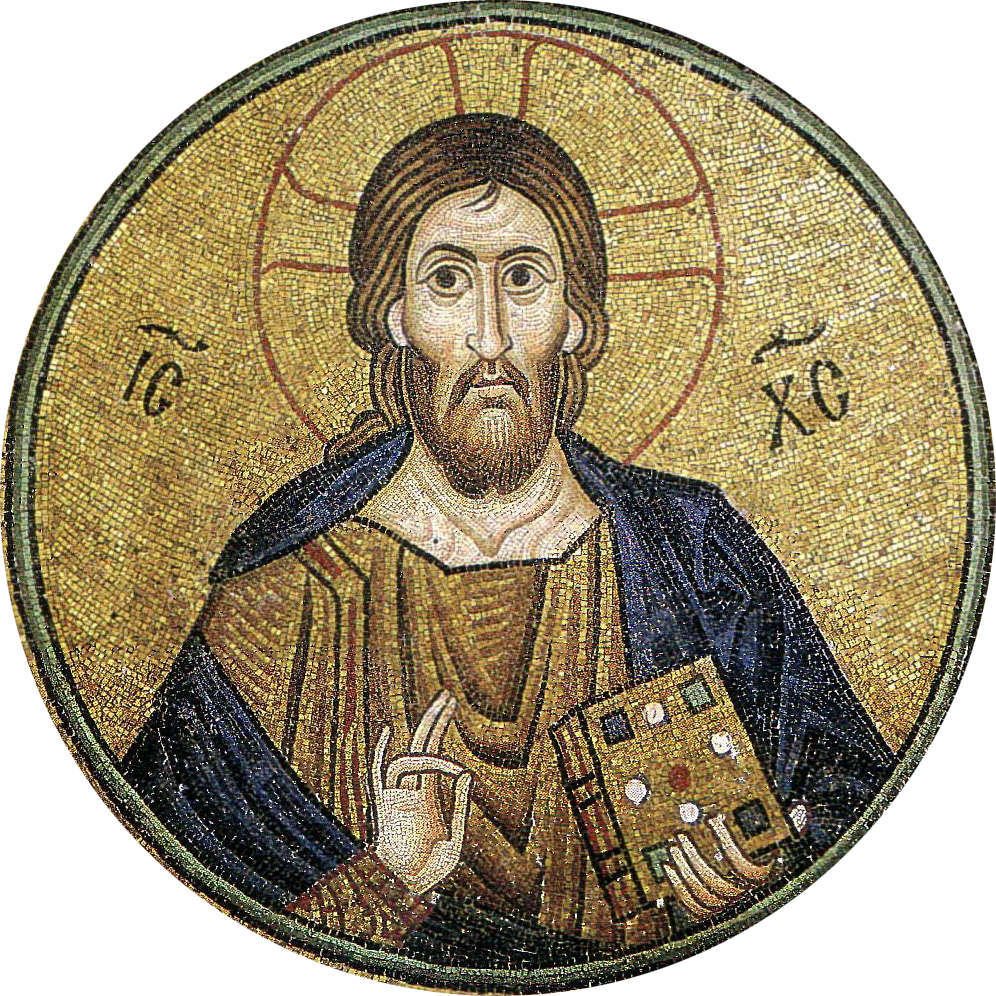
Christ Pantocrator, mosaïque sur la coupole de chœur du monastère d'Hosios Loukas, Béotie, Grèce
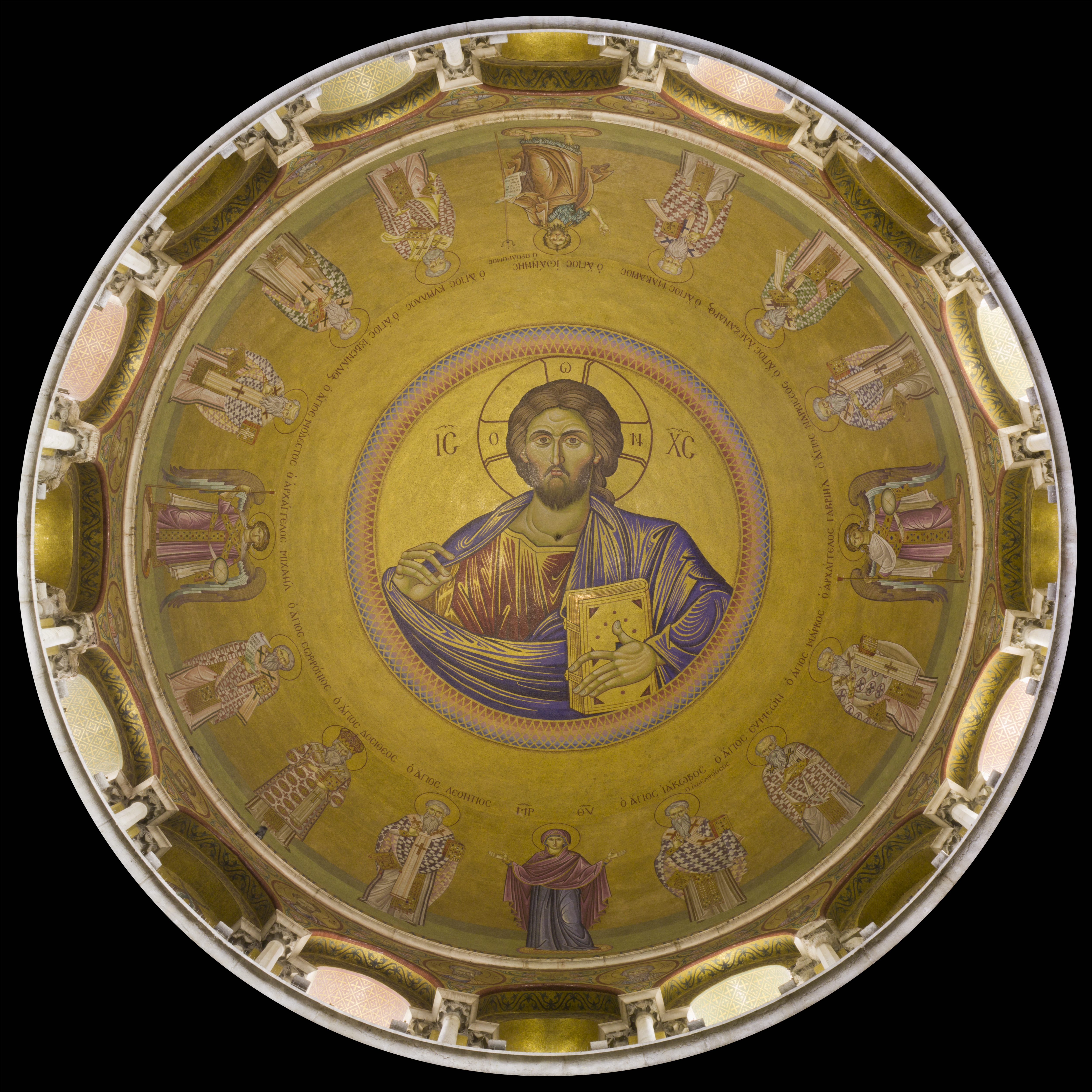
Une vue du Christ Pantocrator dans le dôme de l'église du Saint-Sépulcre, dans la vieille ville de Jérusalem.
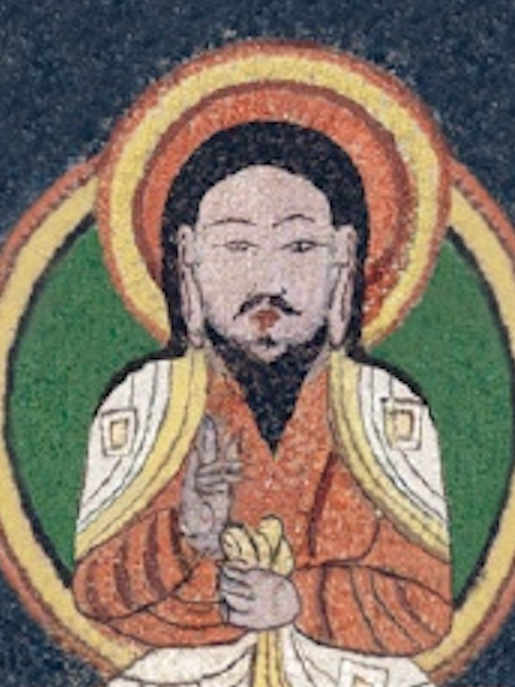
D'un temple manichéen
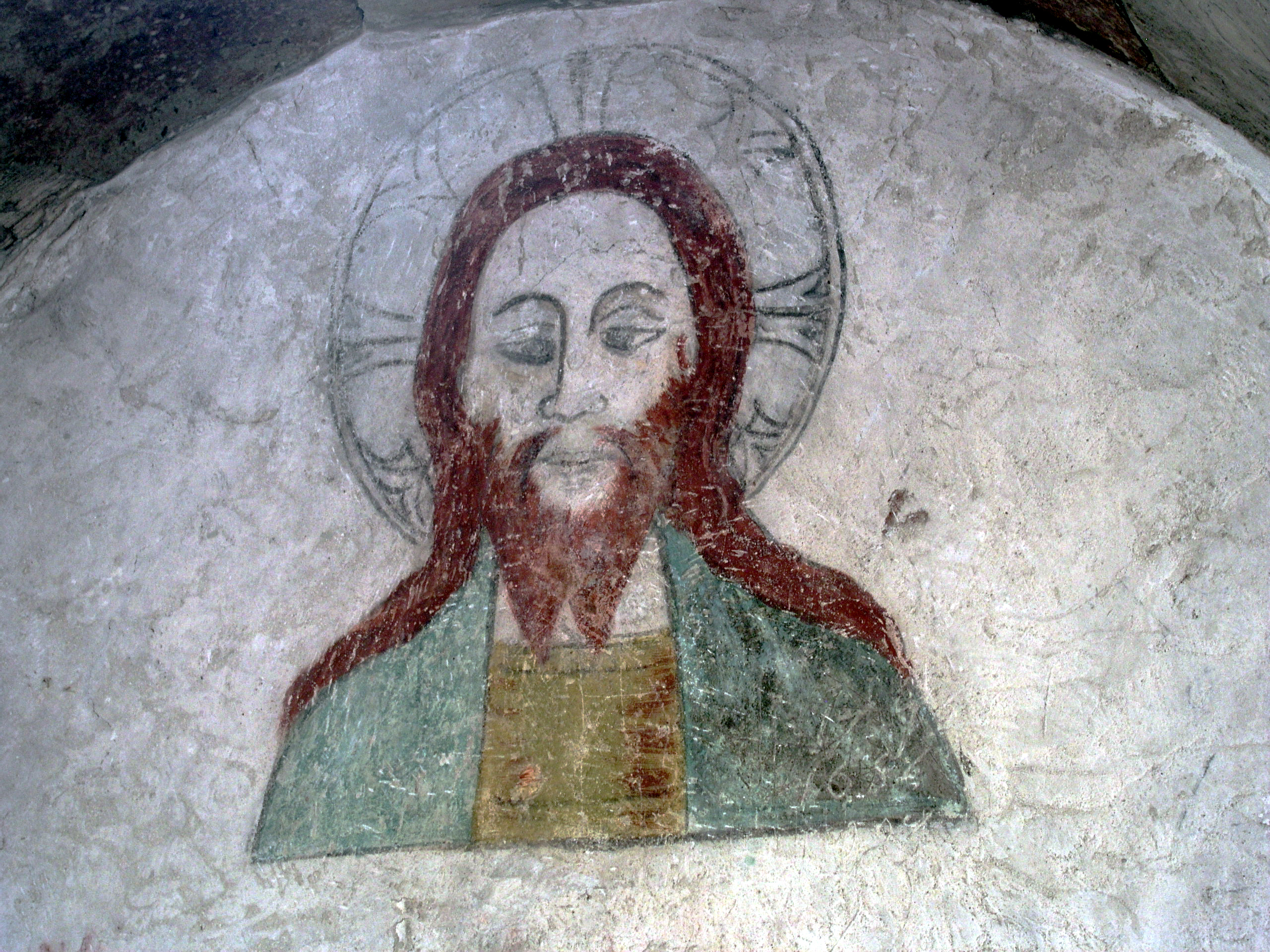
Par un anonyme suédois à Barlingbo (-)
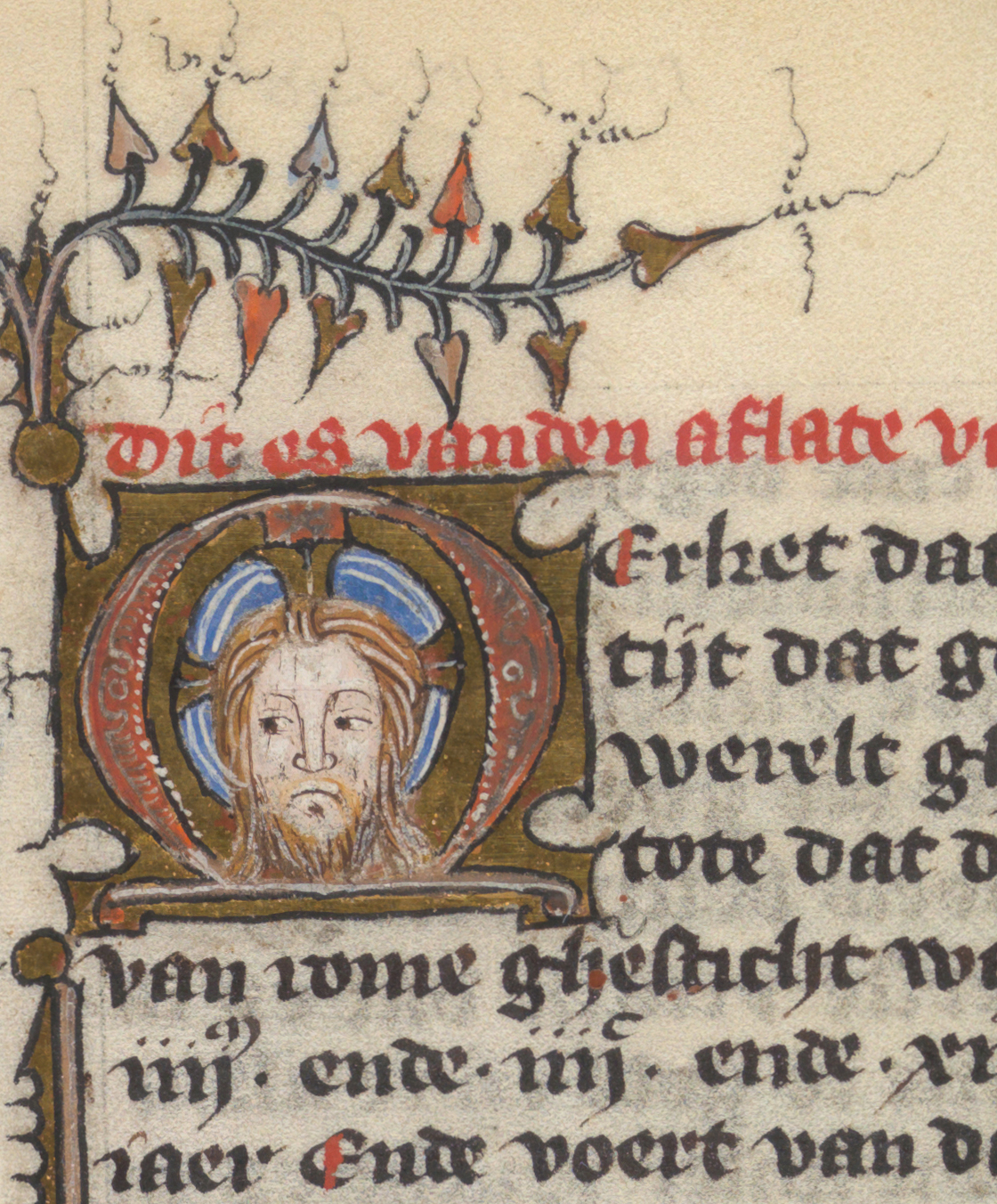
Enluminure romaine (v. 1374)
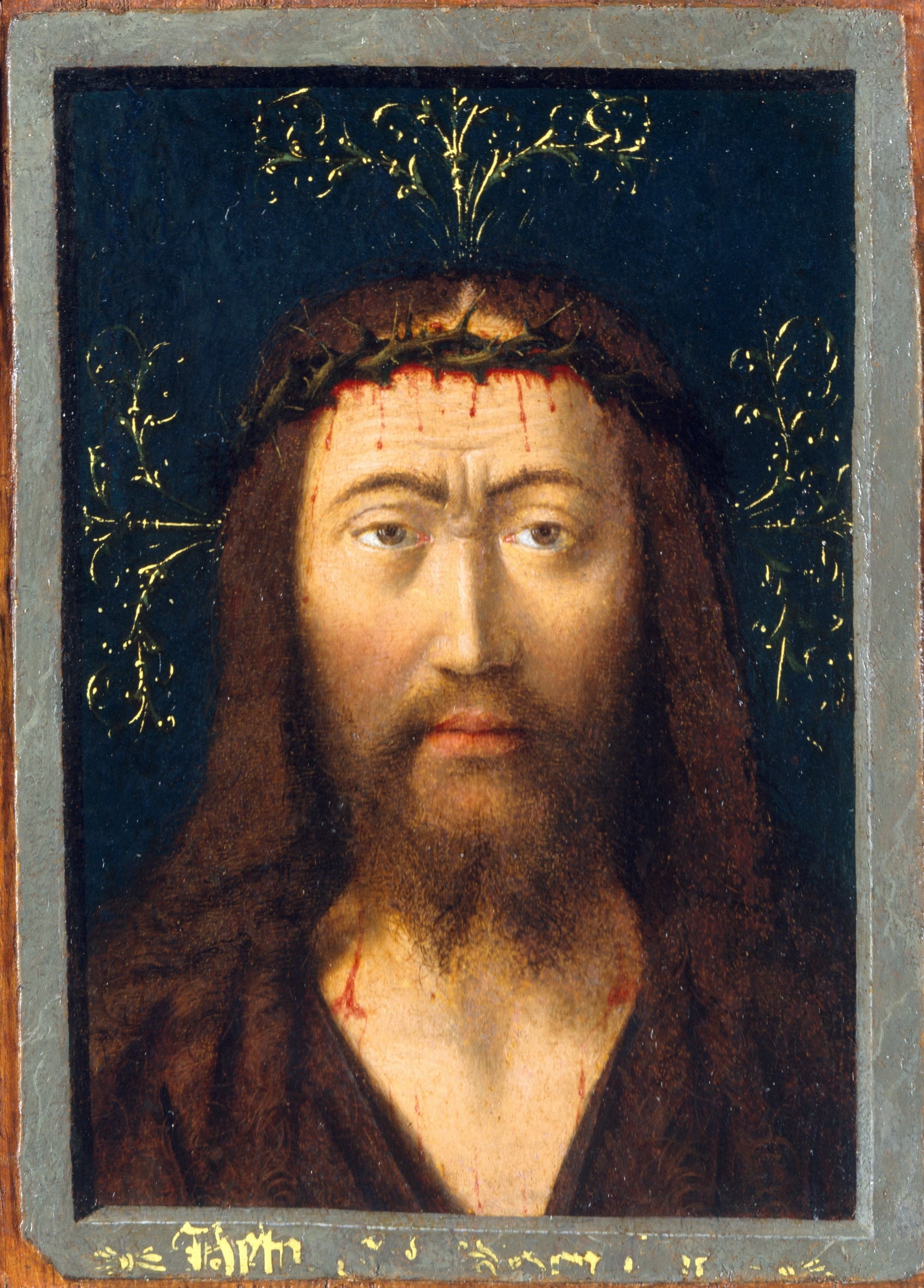
Par Petrus Christus (1445)
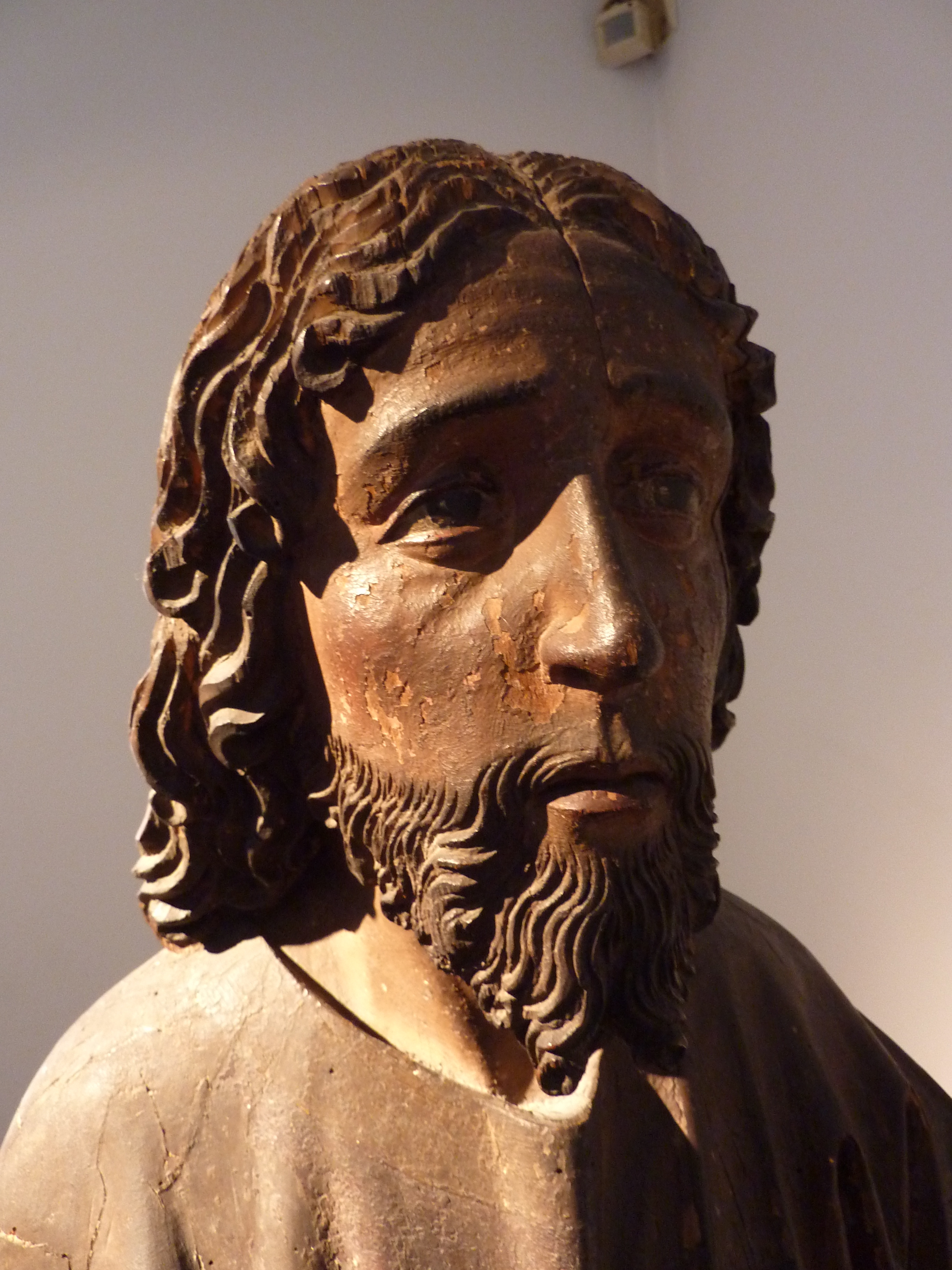
Sculpture à Strasbourg (v. 1460)
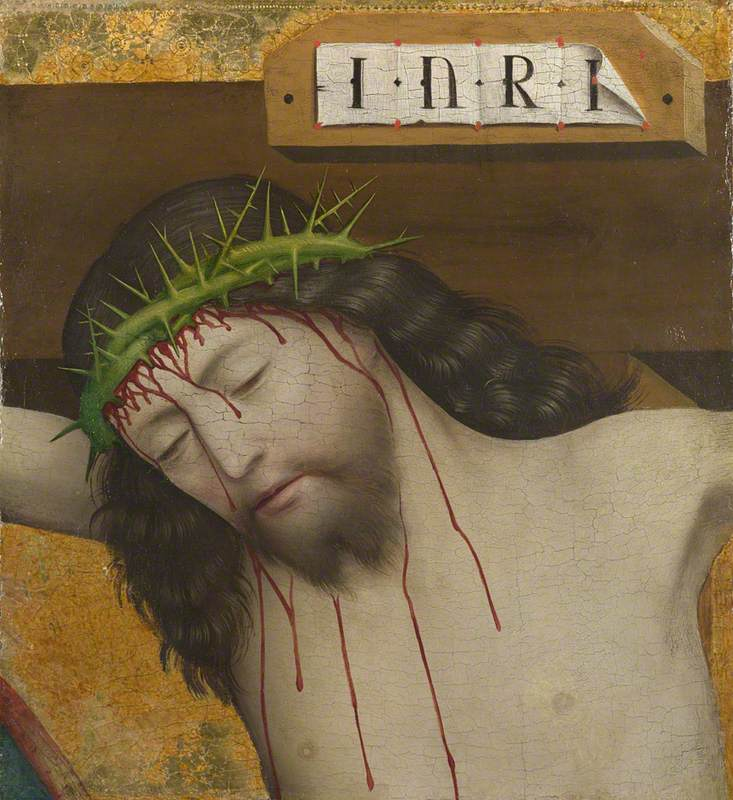
Par le maître de Liesborn (1470-80)
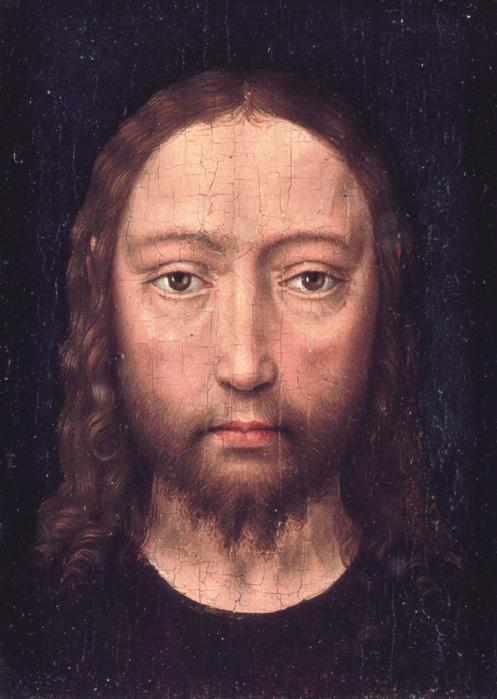
De l'école de Hans Memling (v. 1480)
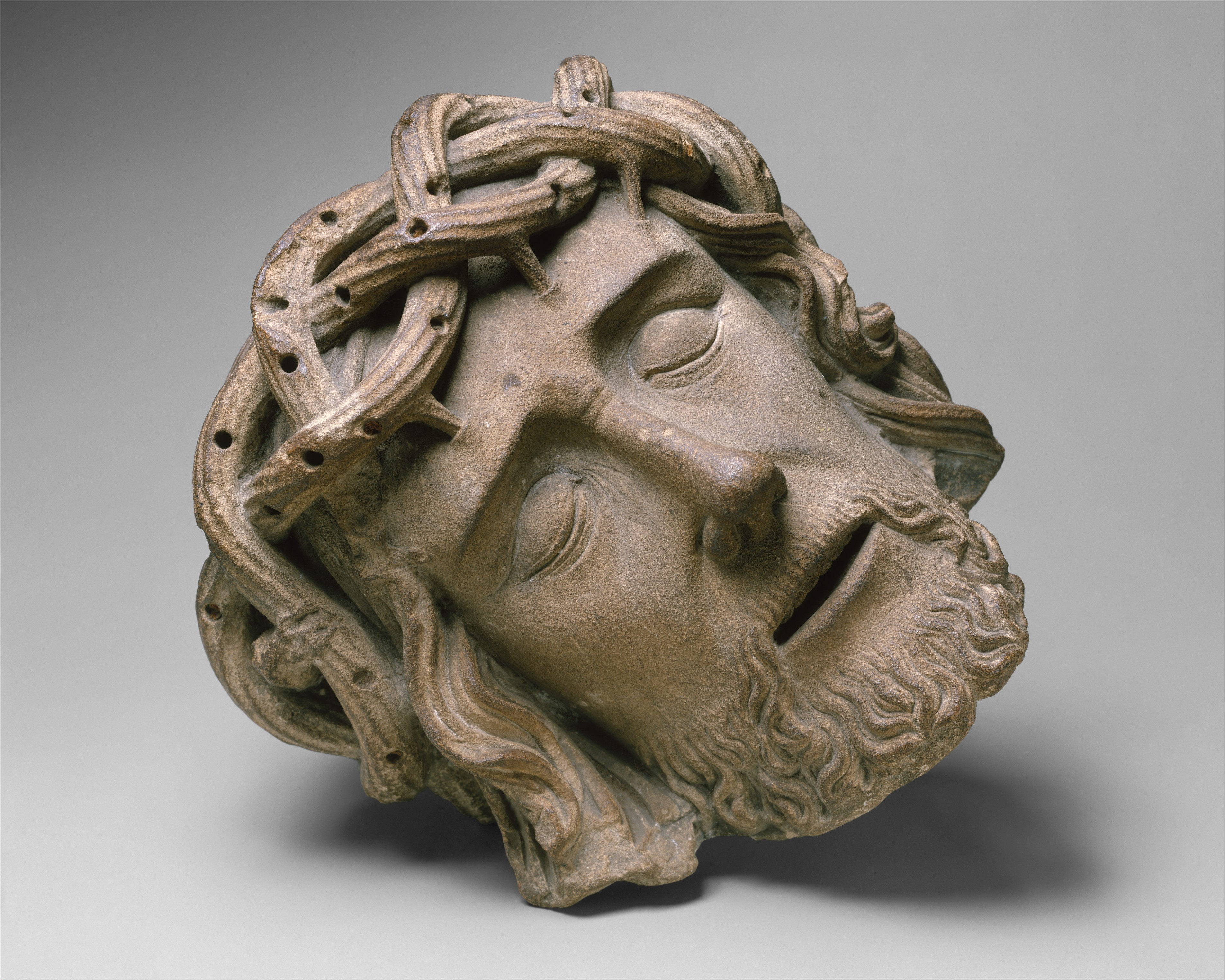
Fragment de calcaire néerlandais (fin XVe-début XVIe s.)
Par Giovani Bellini (1430-1516)
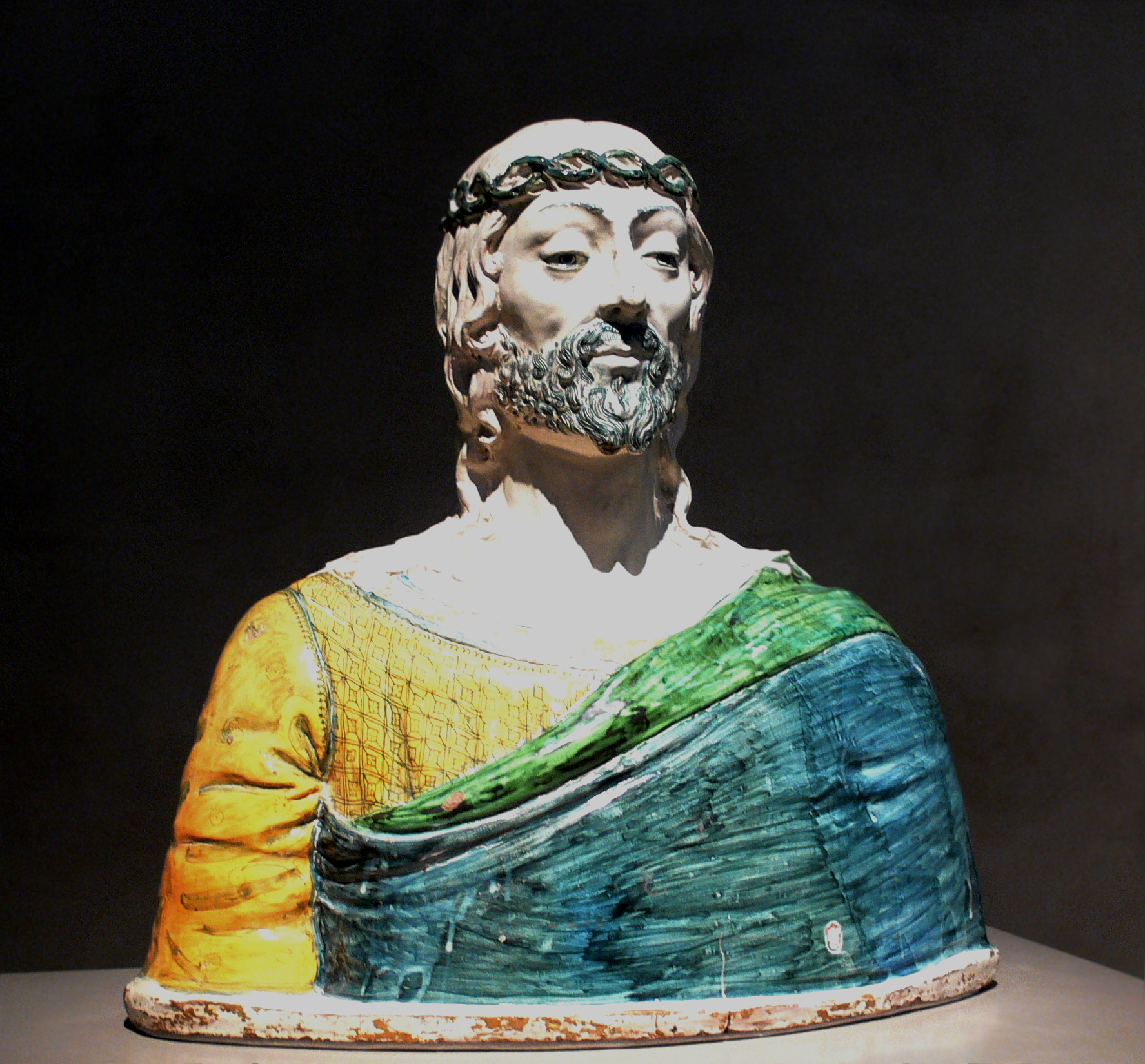
Faïence de Florence (v. 1500)
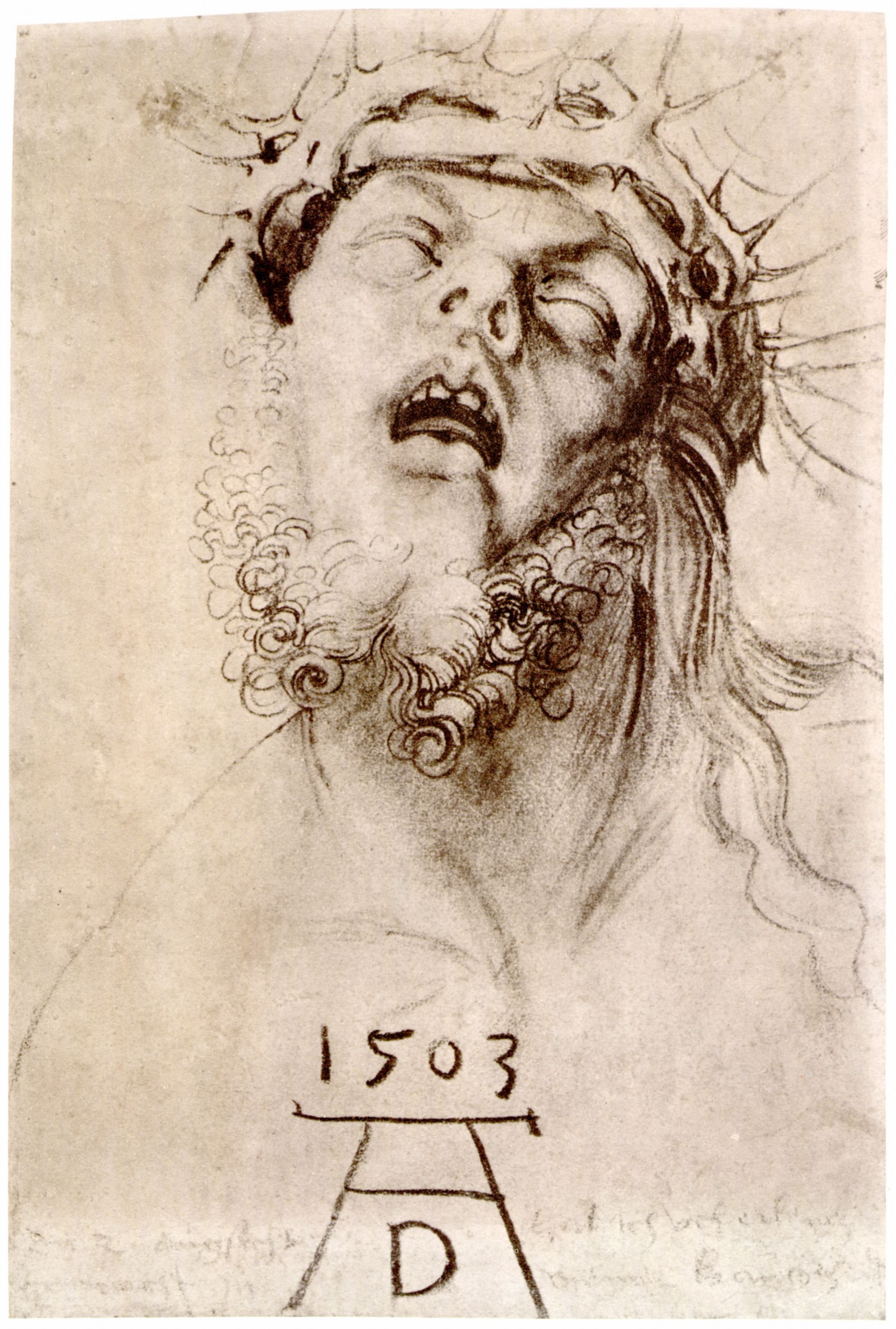
Par Durer (1503)
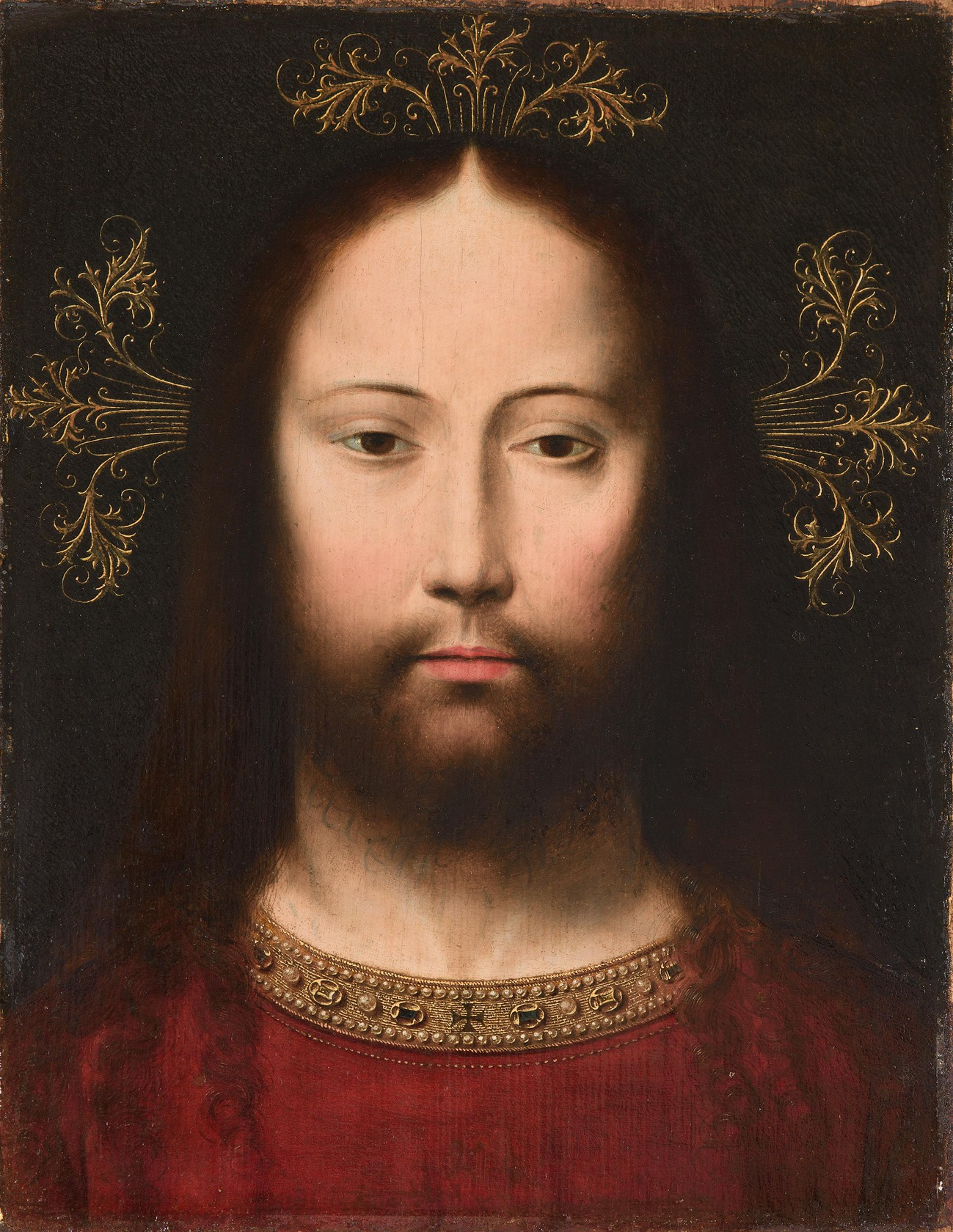
Par Gerard David (1450-1523)
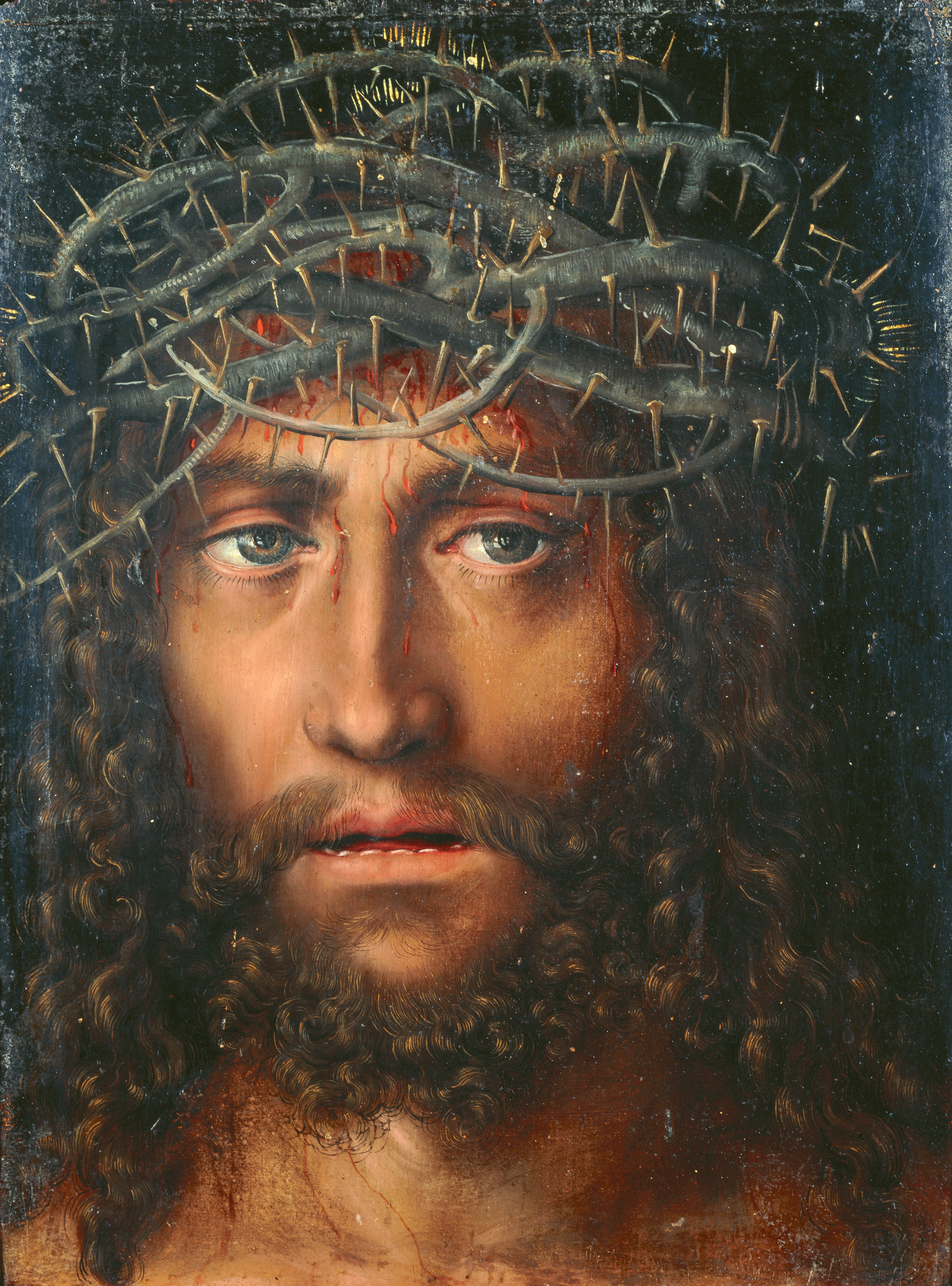
Par Cranach (1510)
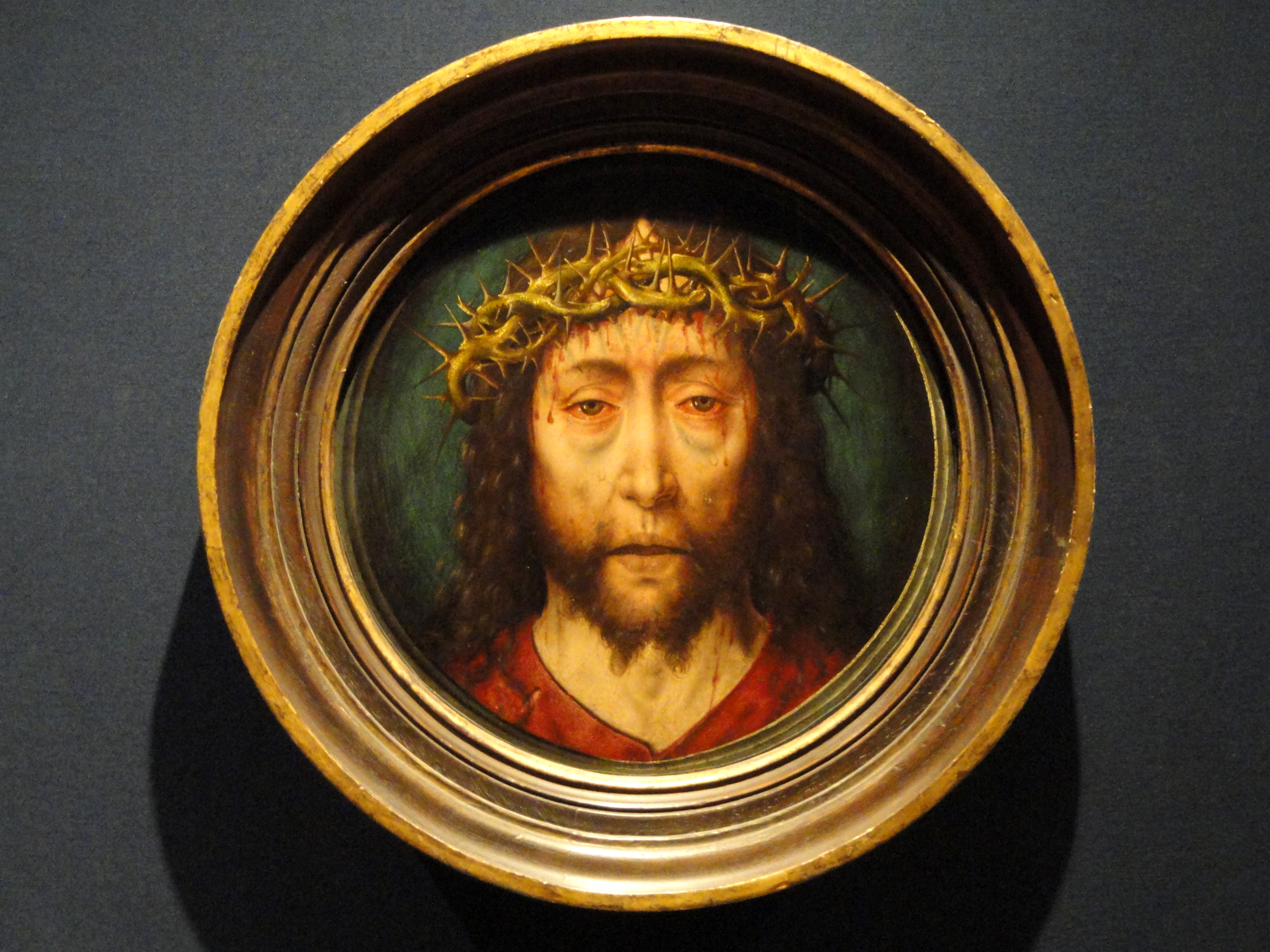
Par Albert Bouts (v. 1510)
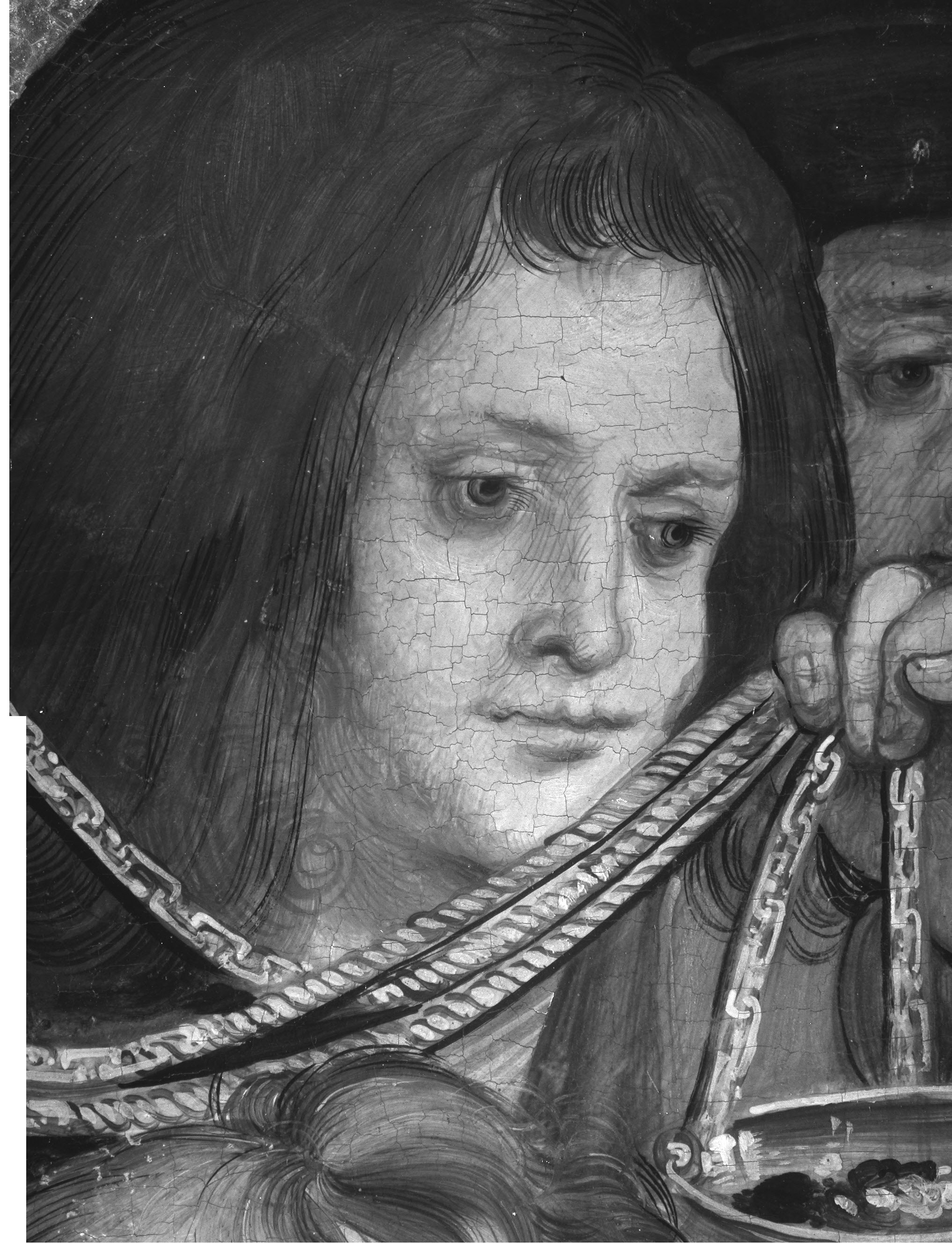
Par Hans Leonhard Schäuffelin (v. 1510)
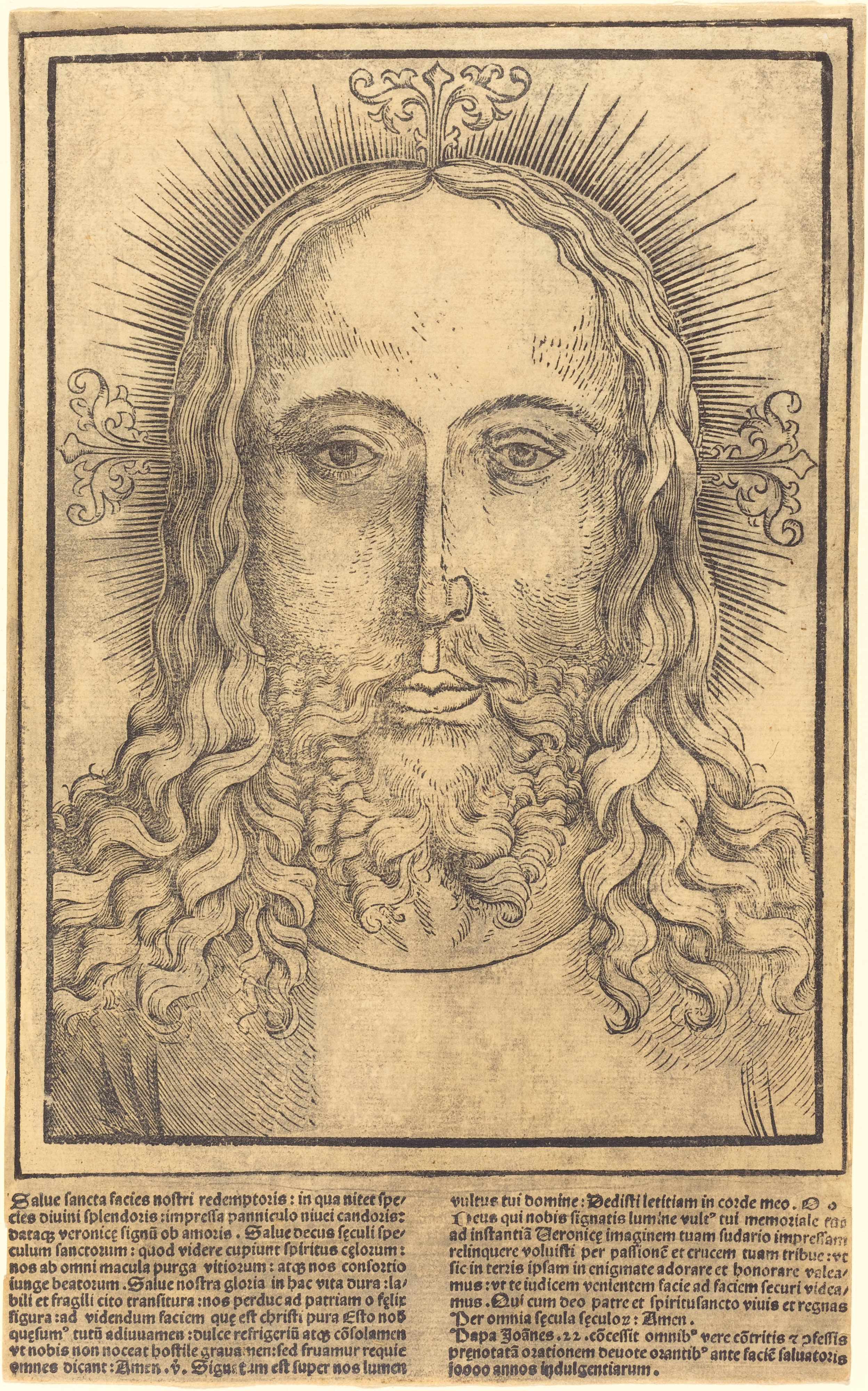
Gravure allemande (1500-1510)
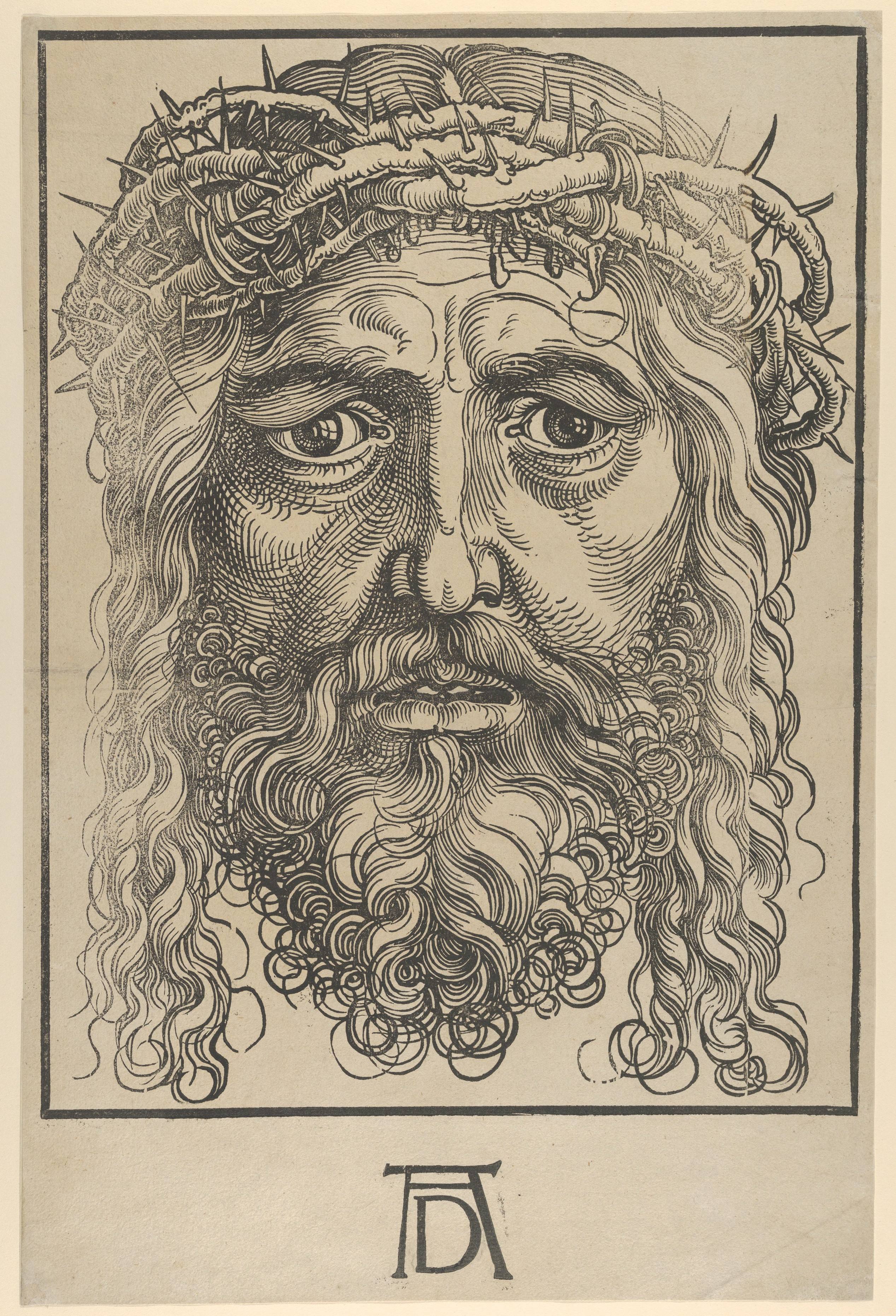
Par Hans Sebald Beham (1520)
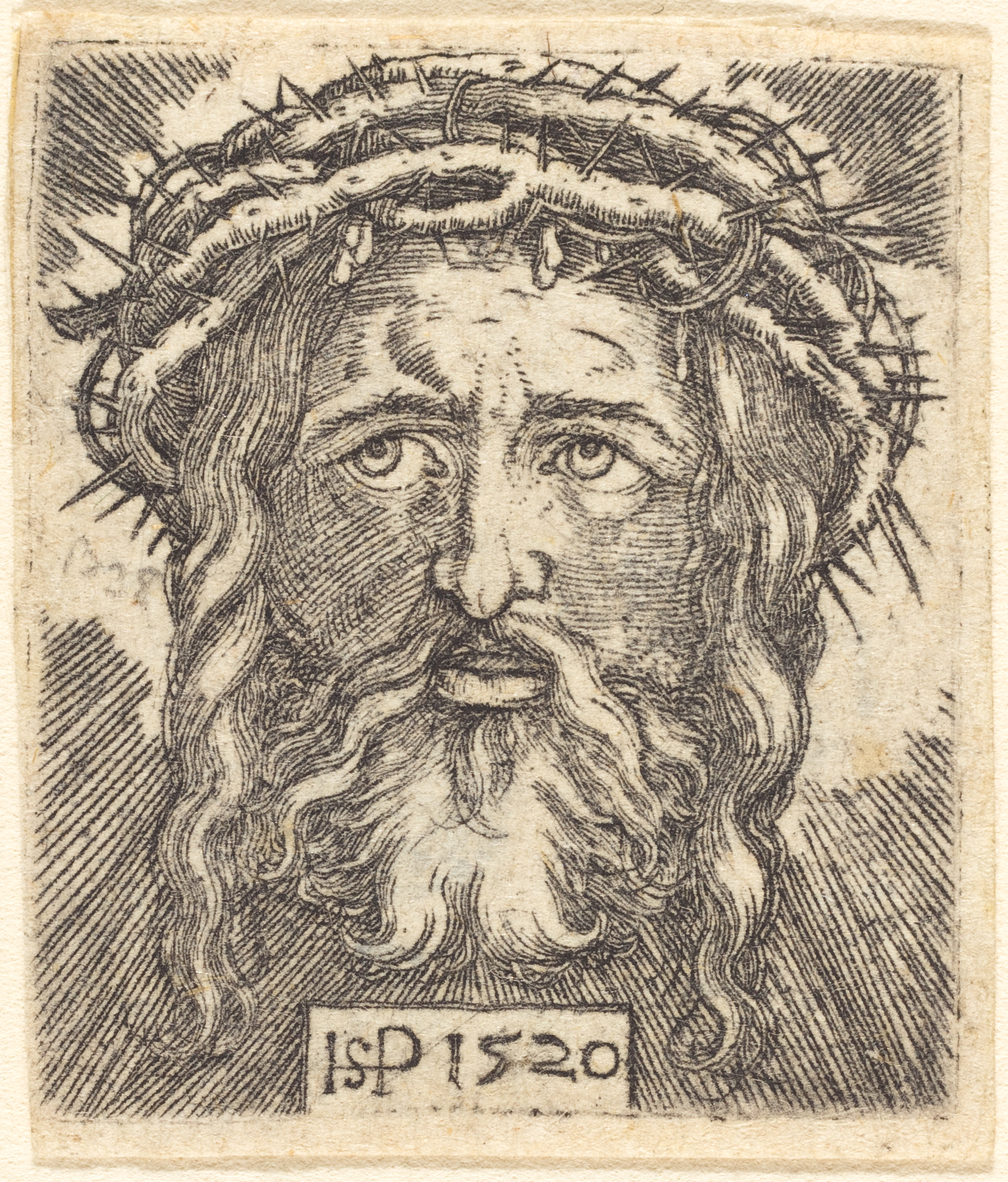
Par Sebald Bekam (1520)
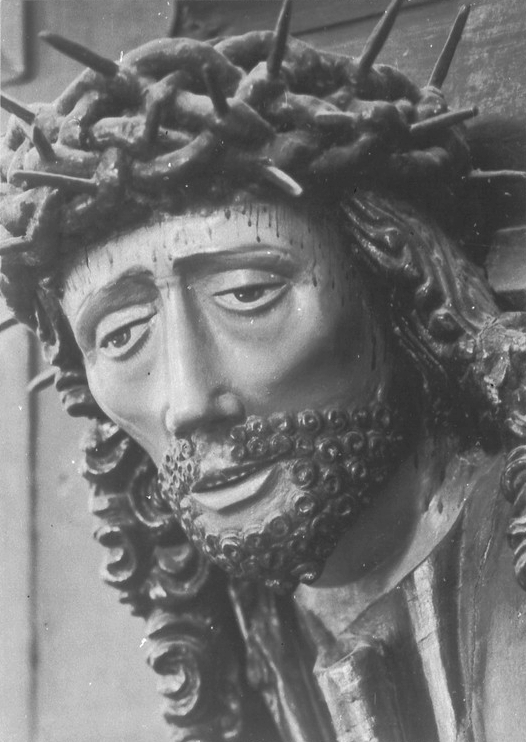
Par Henrik Douverman (1520-30)
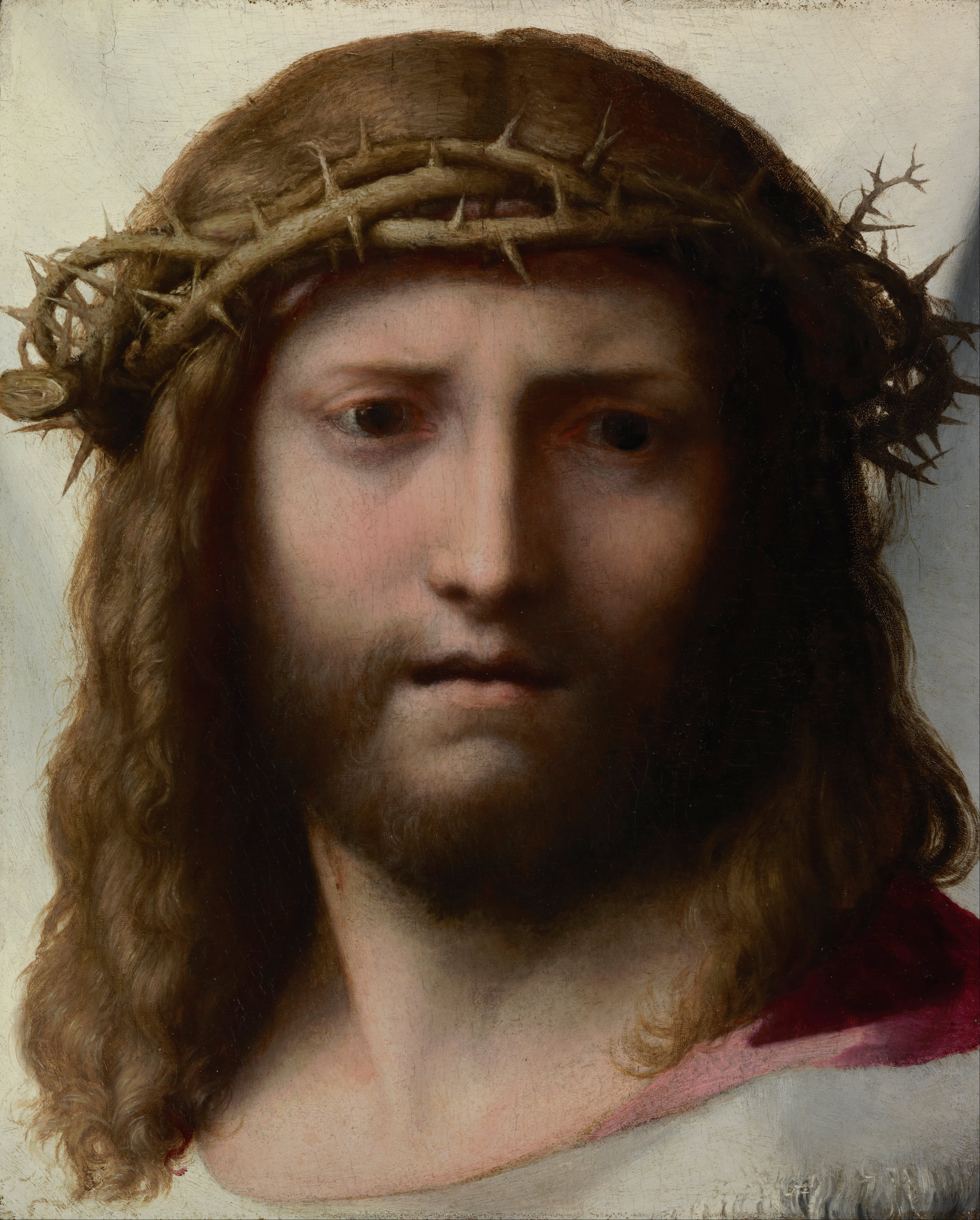
Par Antonio Allegri Correggio (1525-30)
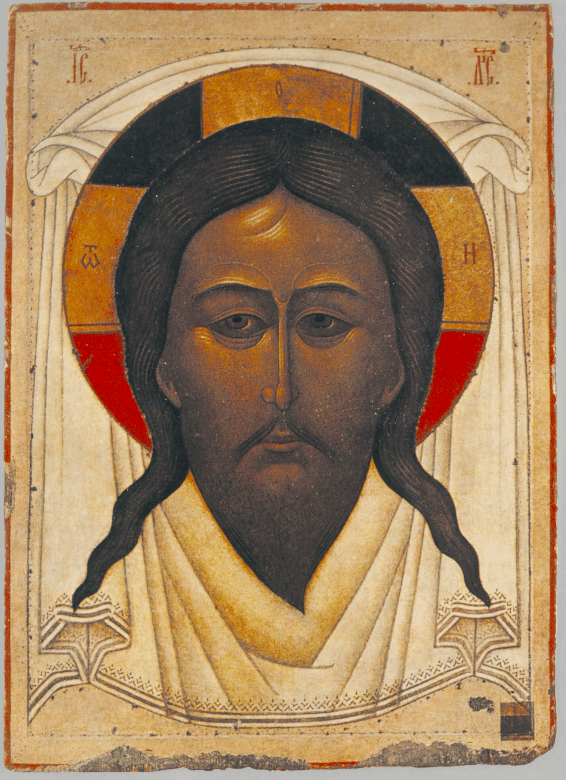
Icône de Novgorod (-)
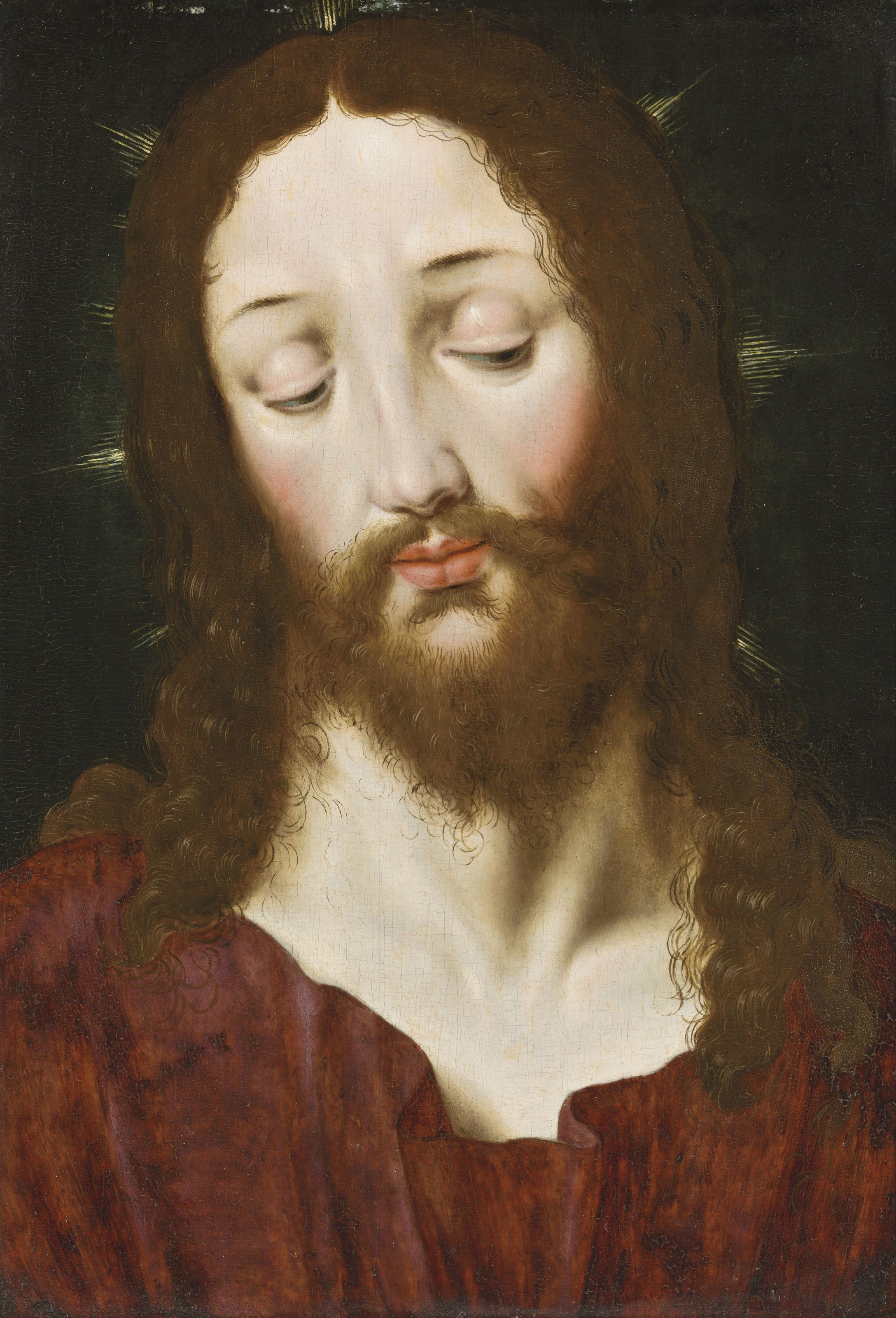
Par Vincent Sellaer (1538-44)
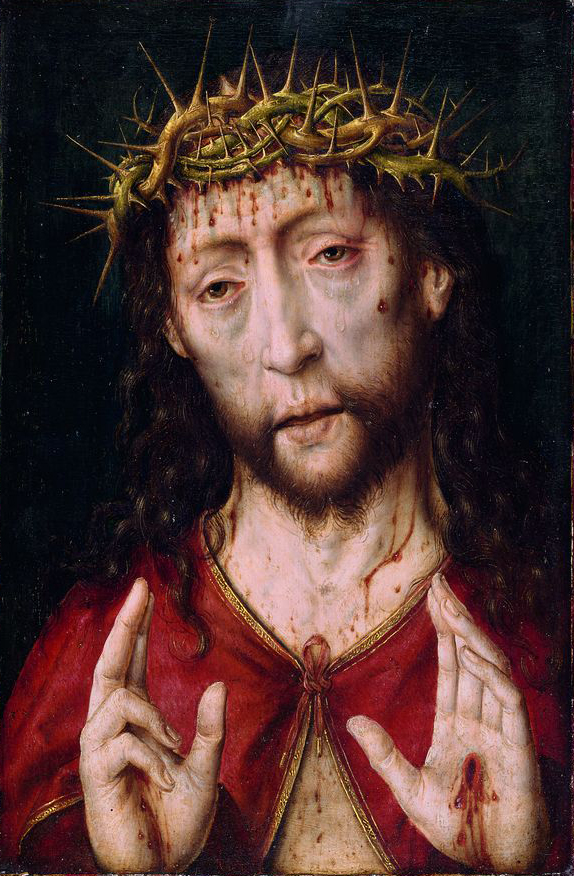
Par Albert Bouts (1549-55)
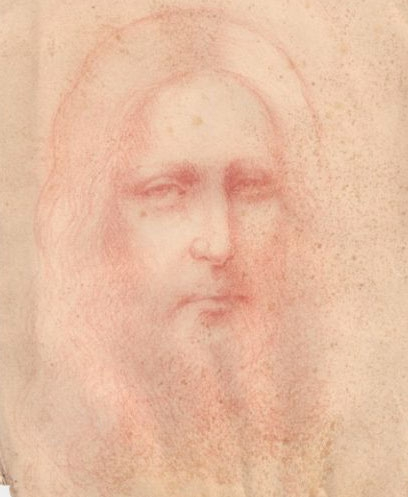
Par Leonard de Vinci
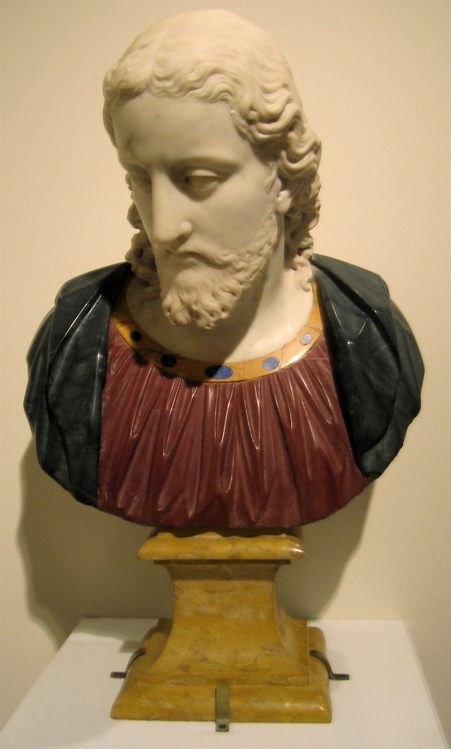
Par Giovanni Battista della Porta (1590)
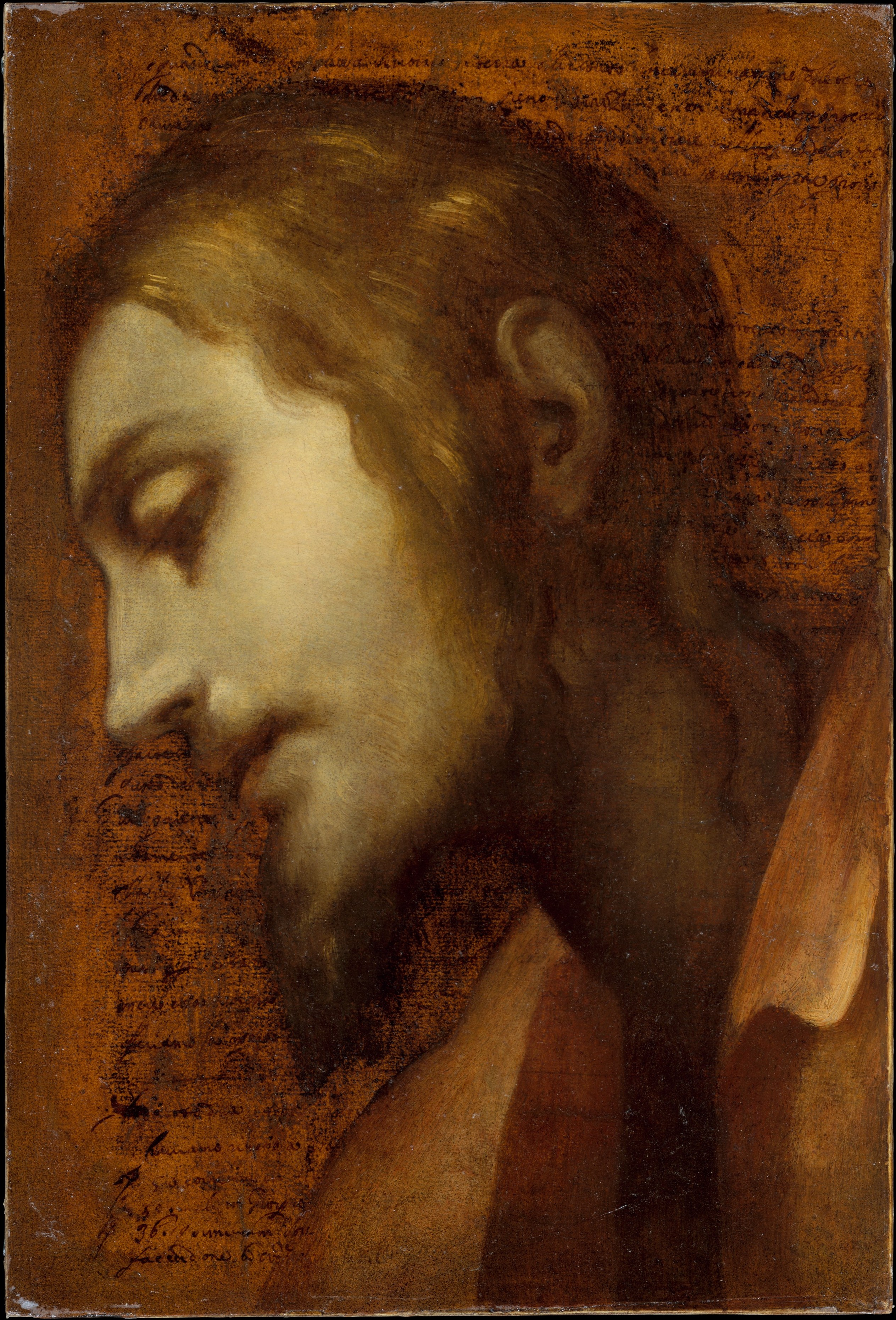
Par Lodovico Cigoli (1559-1613)
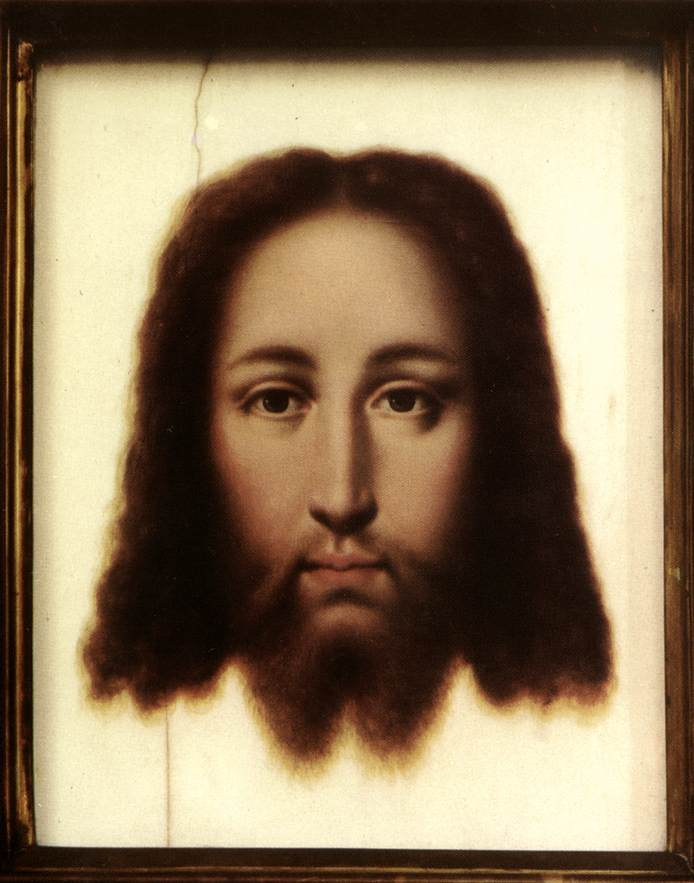
De l'école flamande
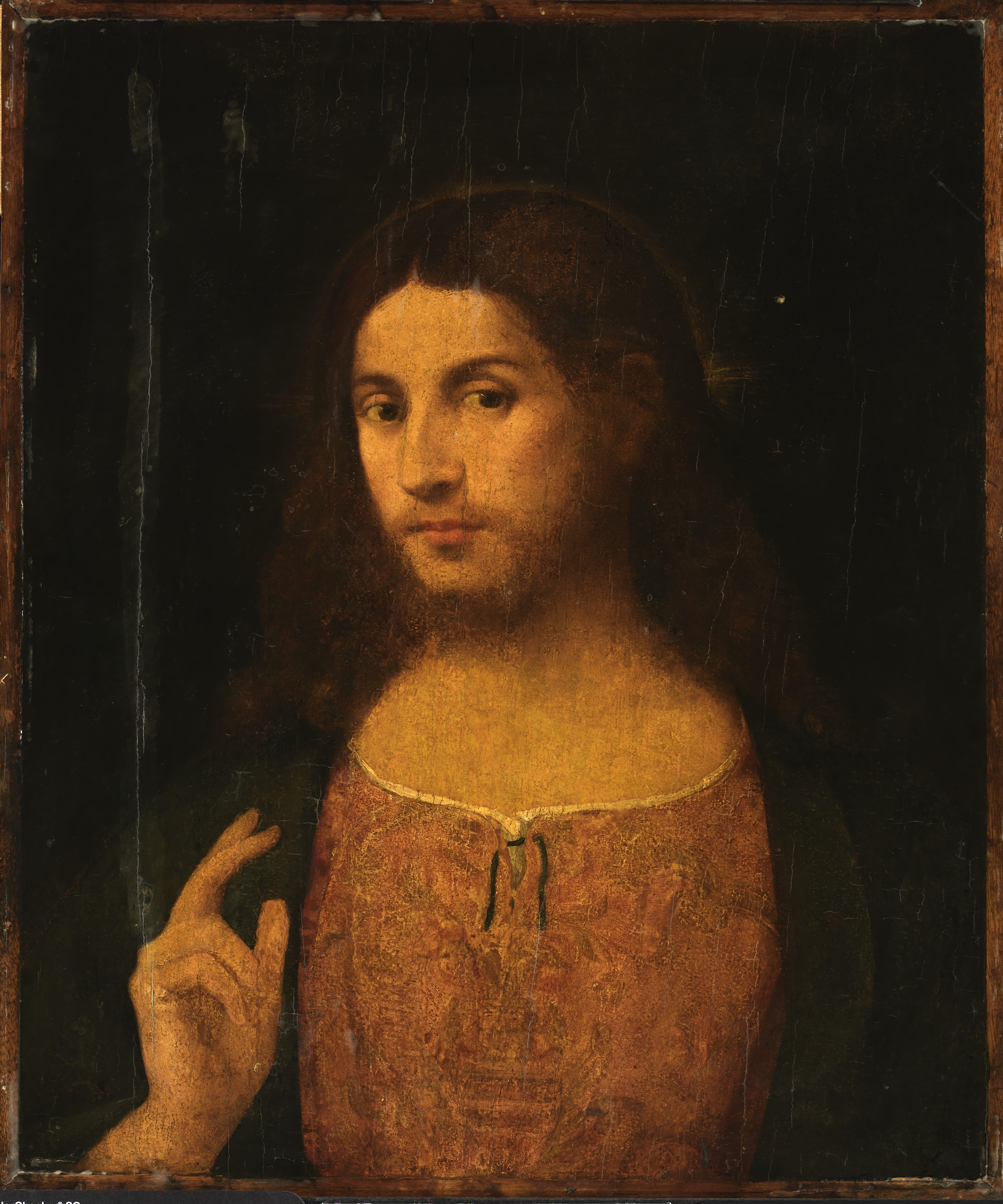
Par Palma le Vieux
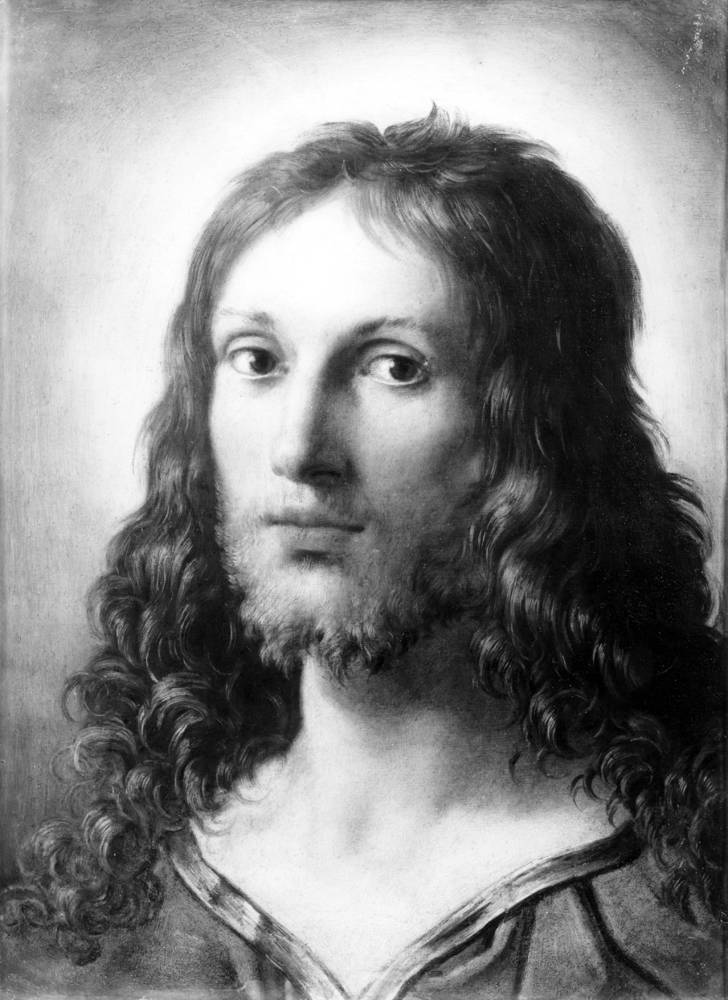
Par Annibale Carracci (1560-1609)
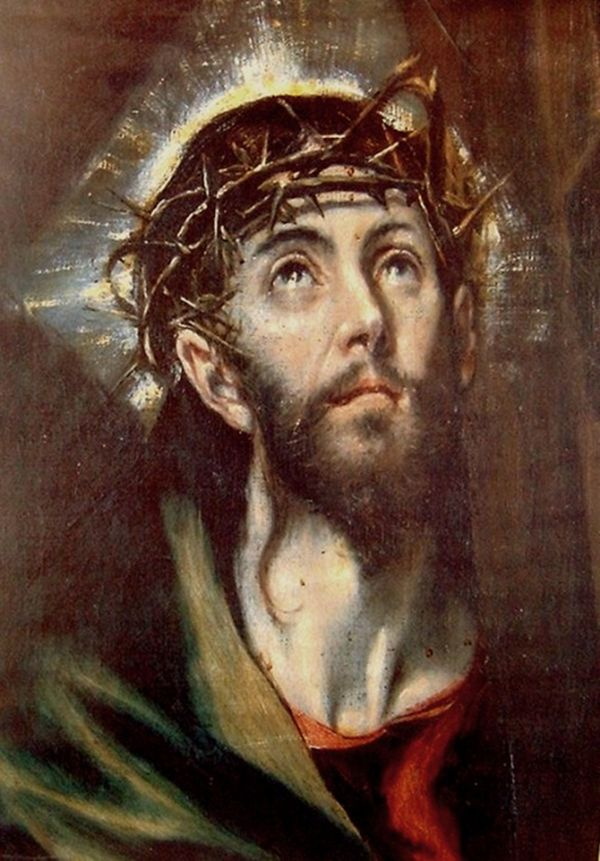
Par Le Greco (v. 1600)
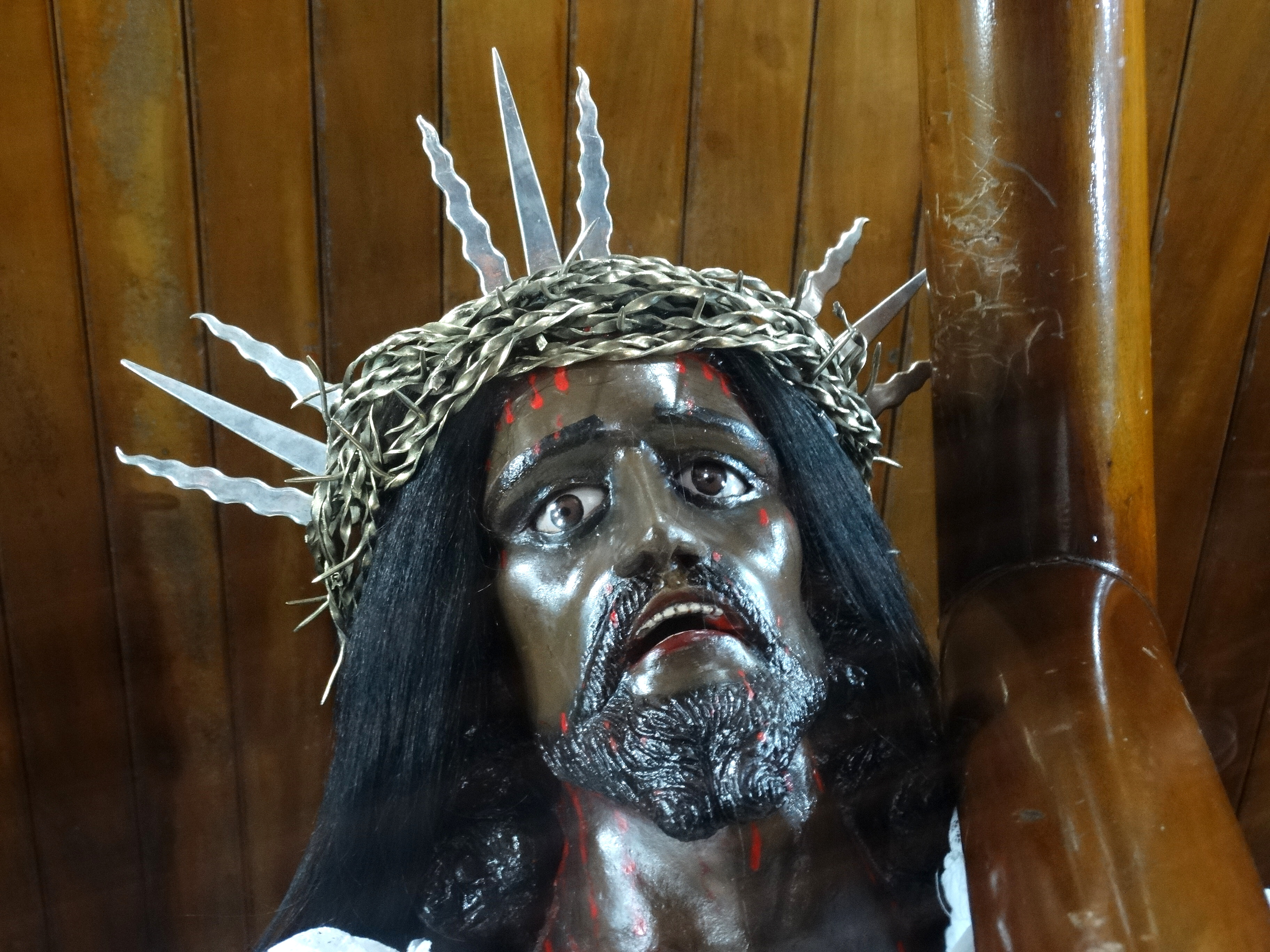
Statue sise à Portobelo (Panama) (?)
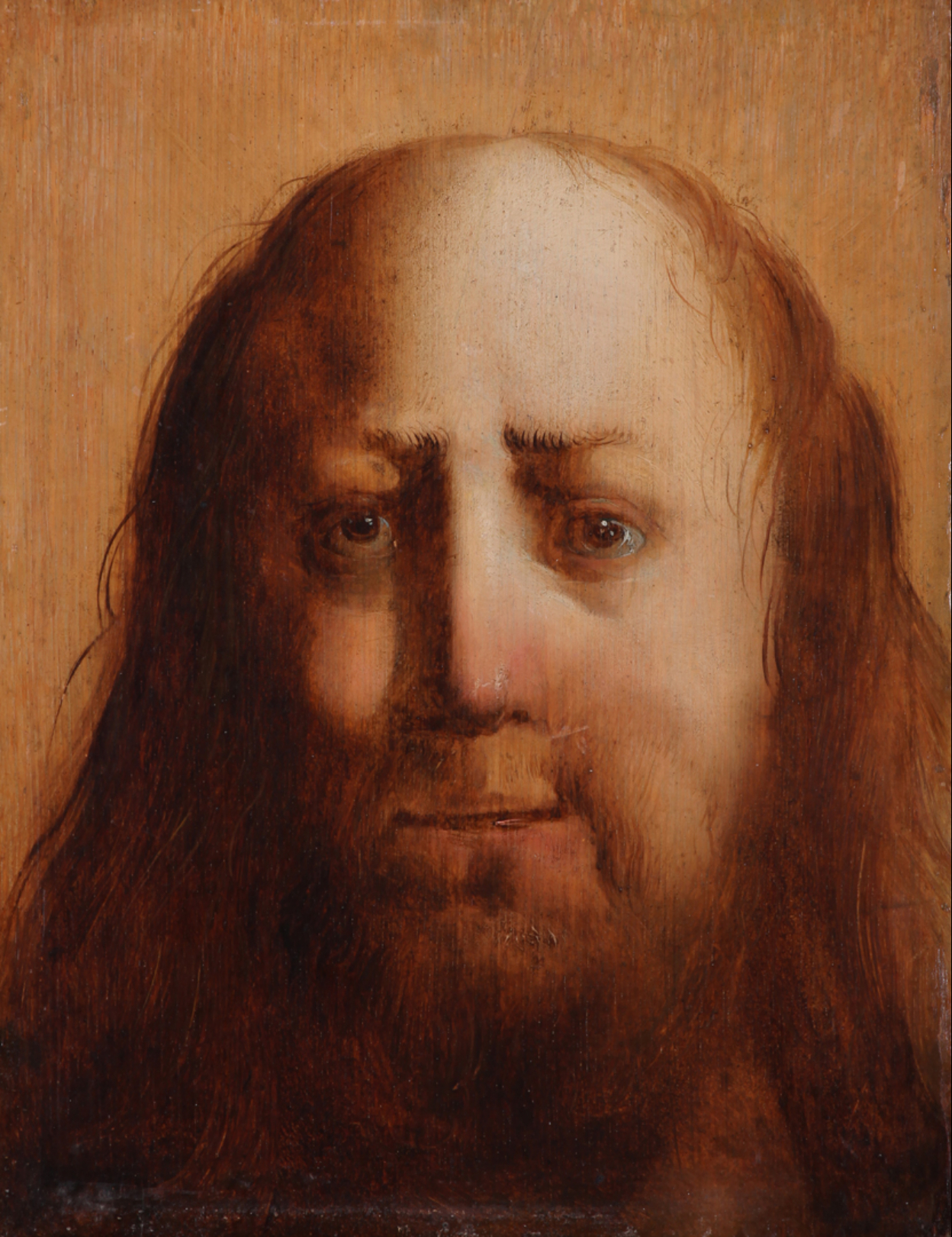
Par Jan van de Venne (1630–40)
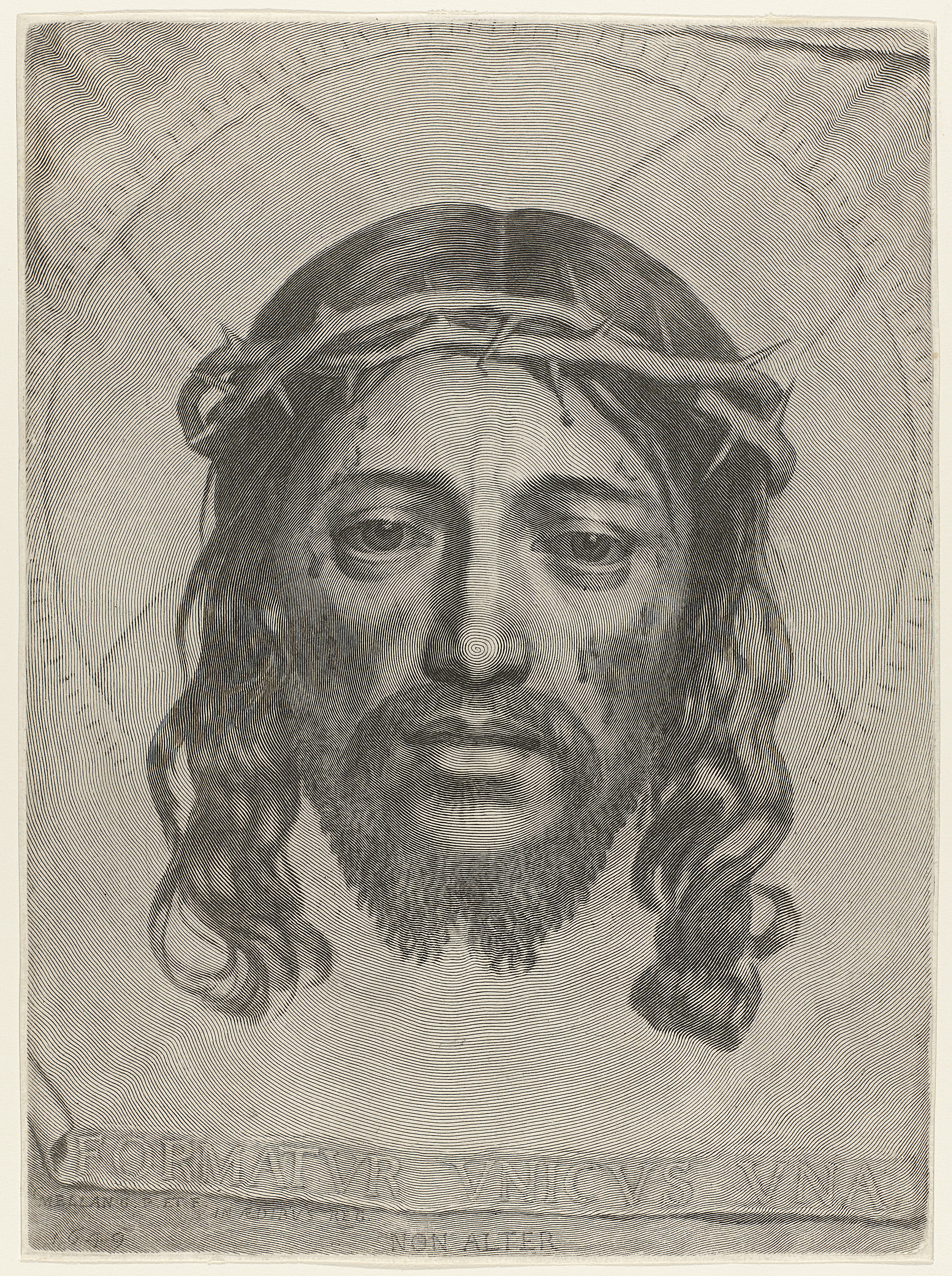
Par Claude Mellan (1649)
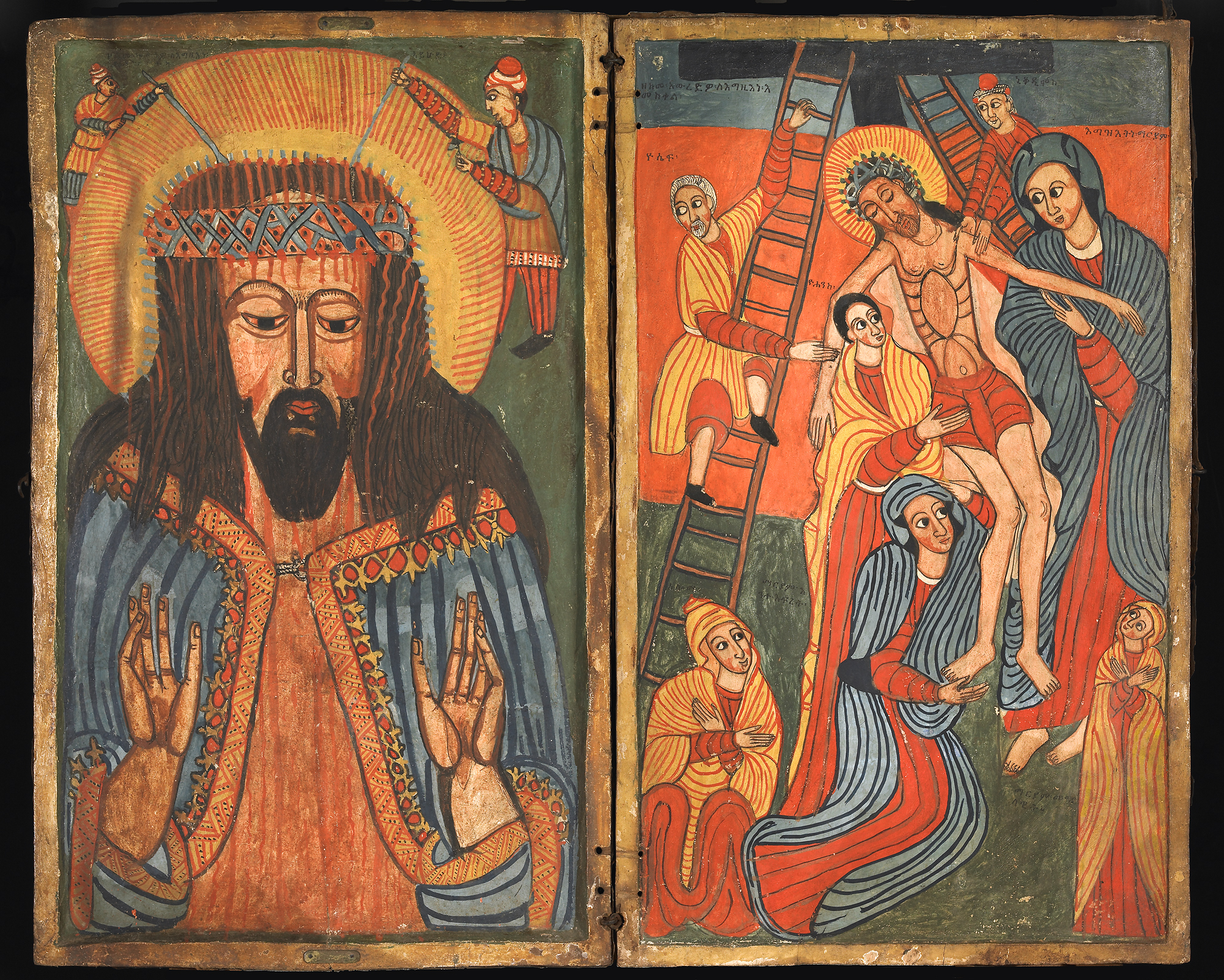
Icône éthiopienne (av. 1700)
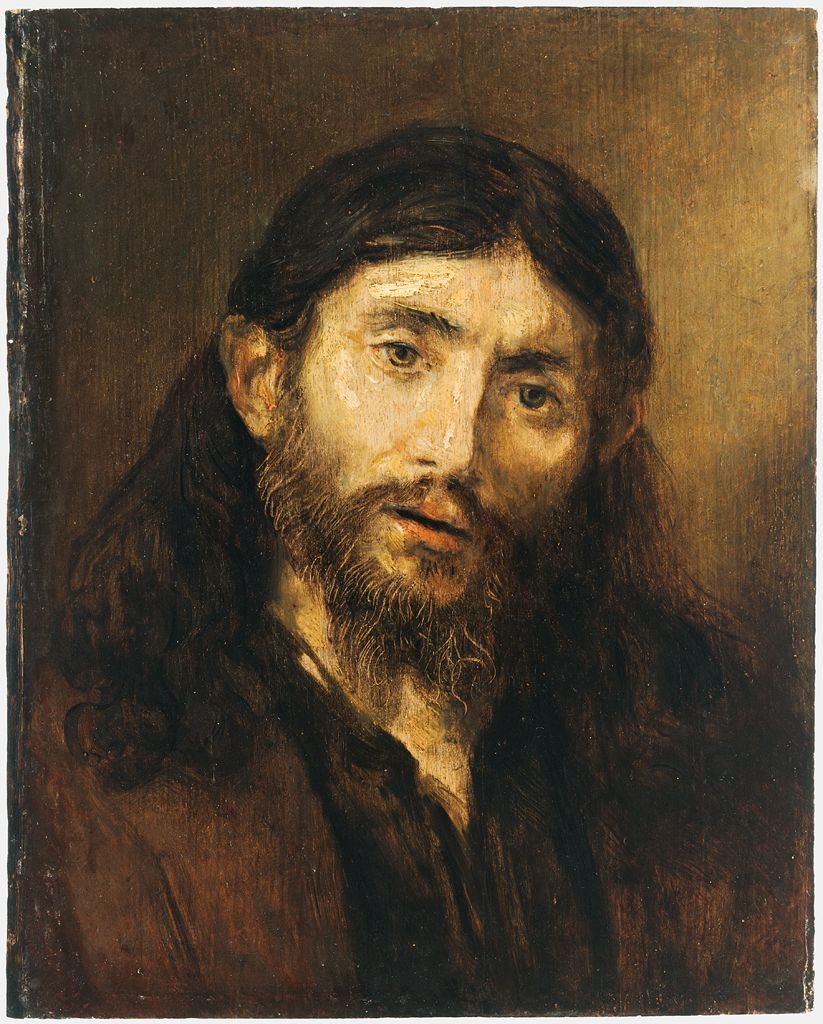
Par Rembrandt (v. 1656)
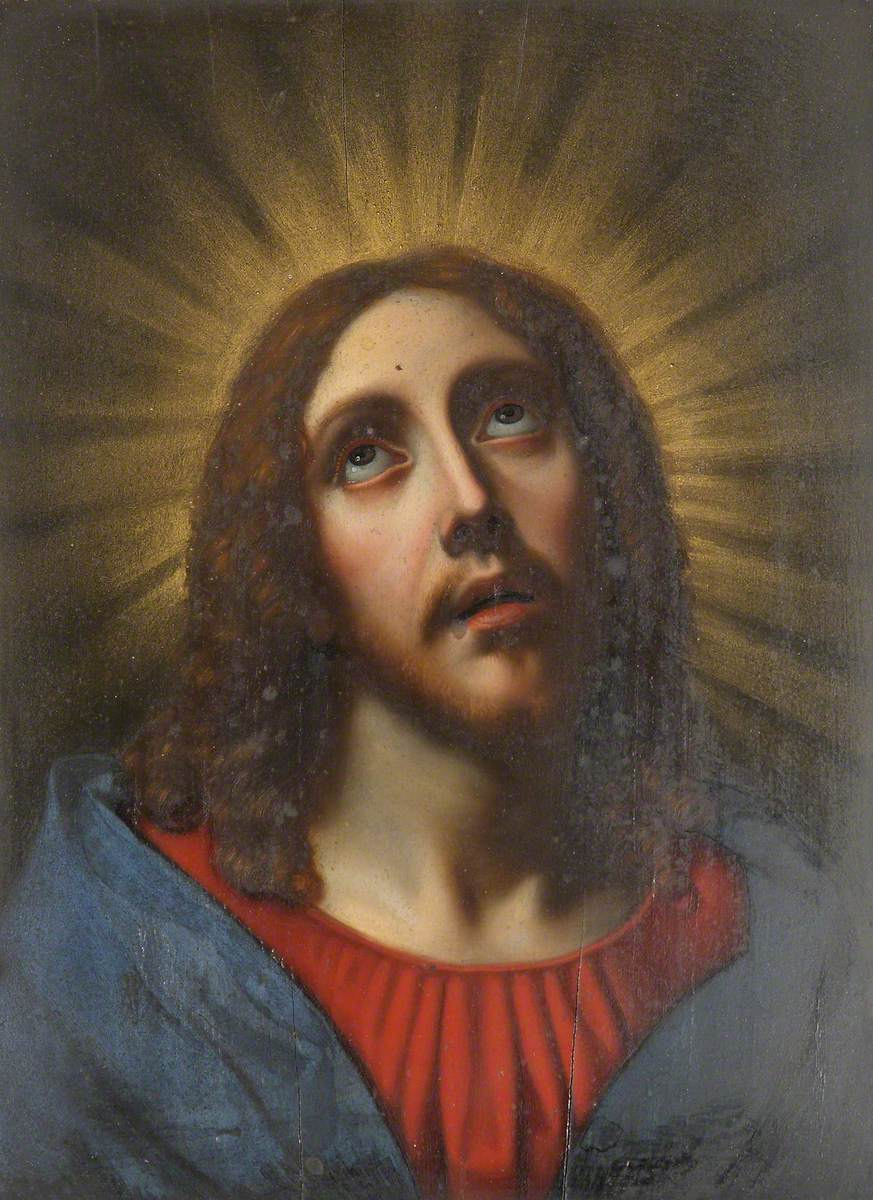
Par Carlo Dolci
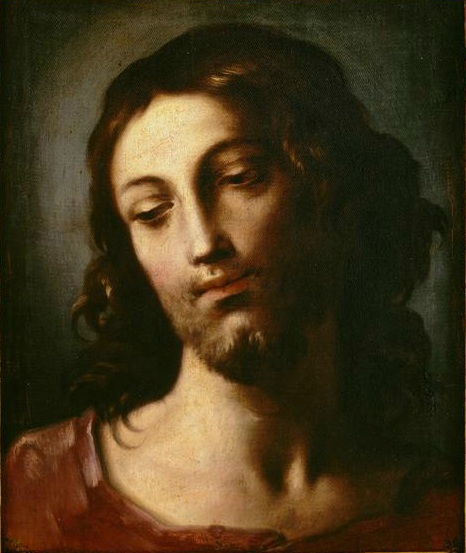
Par Elisabetta Sirani (1655-65)
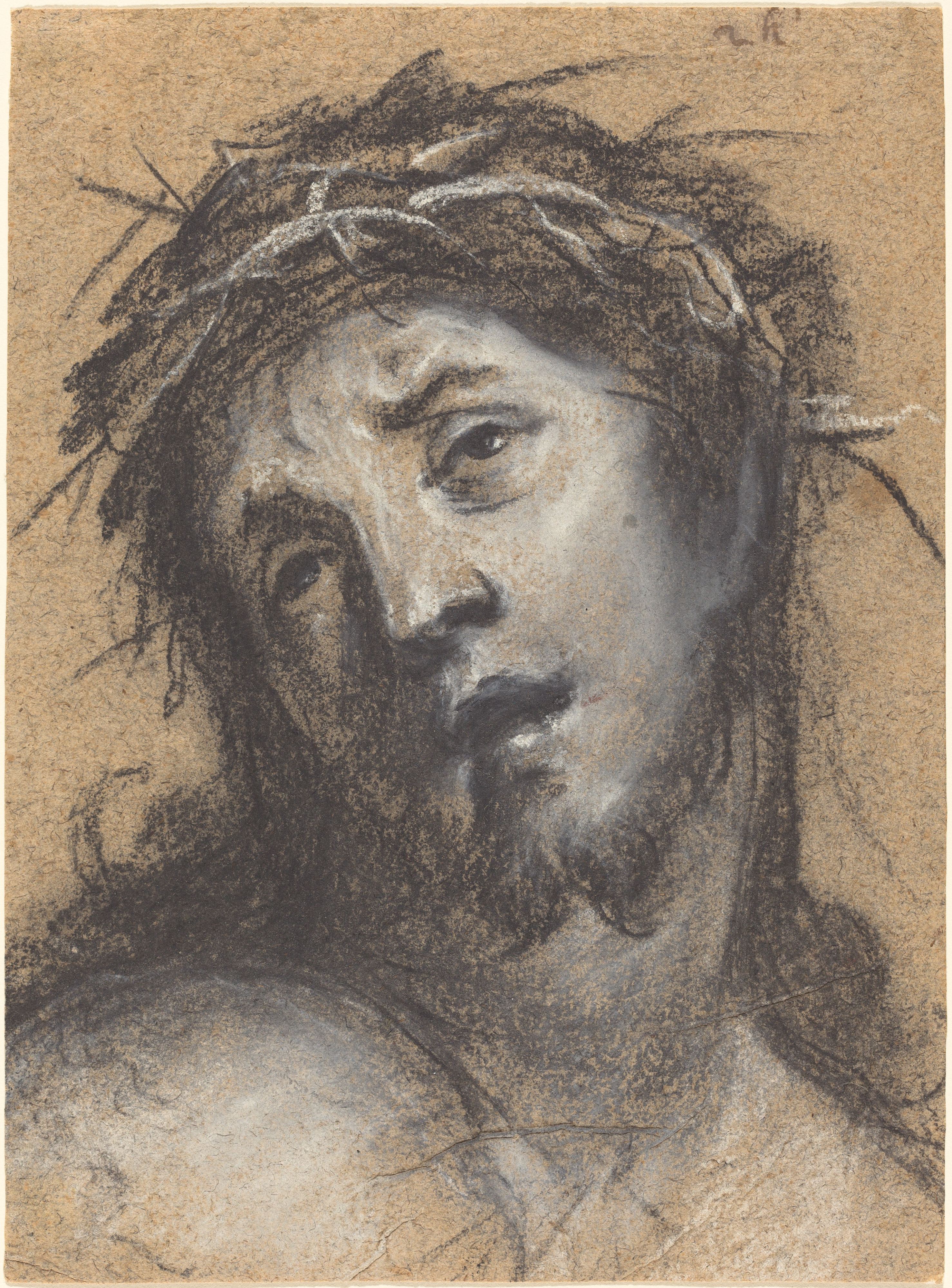
Par Johann Ulrich Mayr (v. 1670)
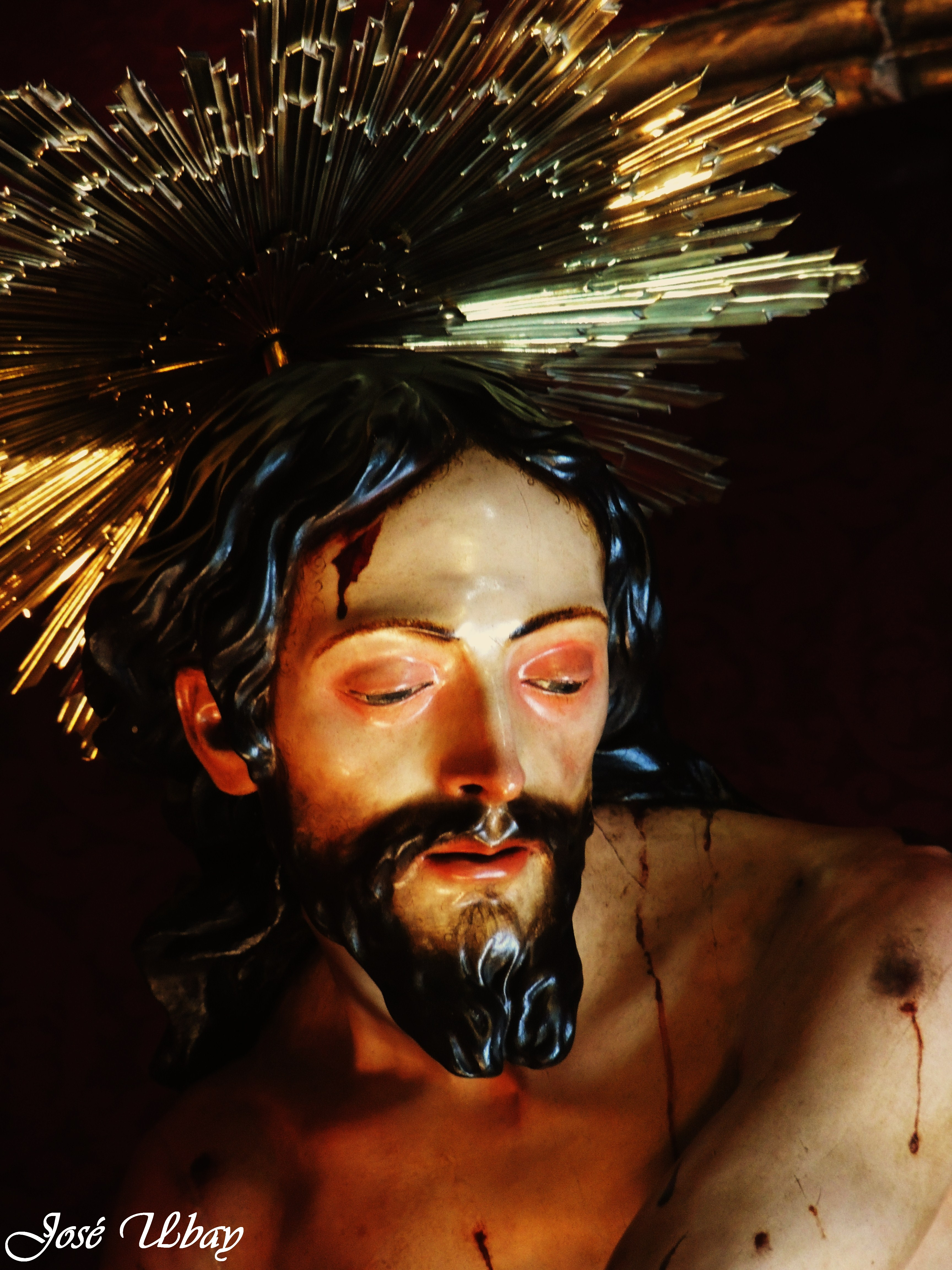
Par Pedro Roldán (1689)
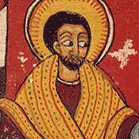
De l'Église éthiopienne (-)
Par Louis Fabritius Dubourg (1693-1775)
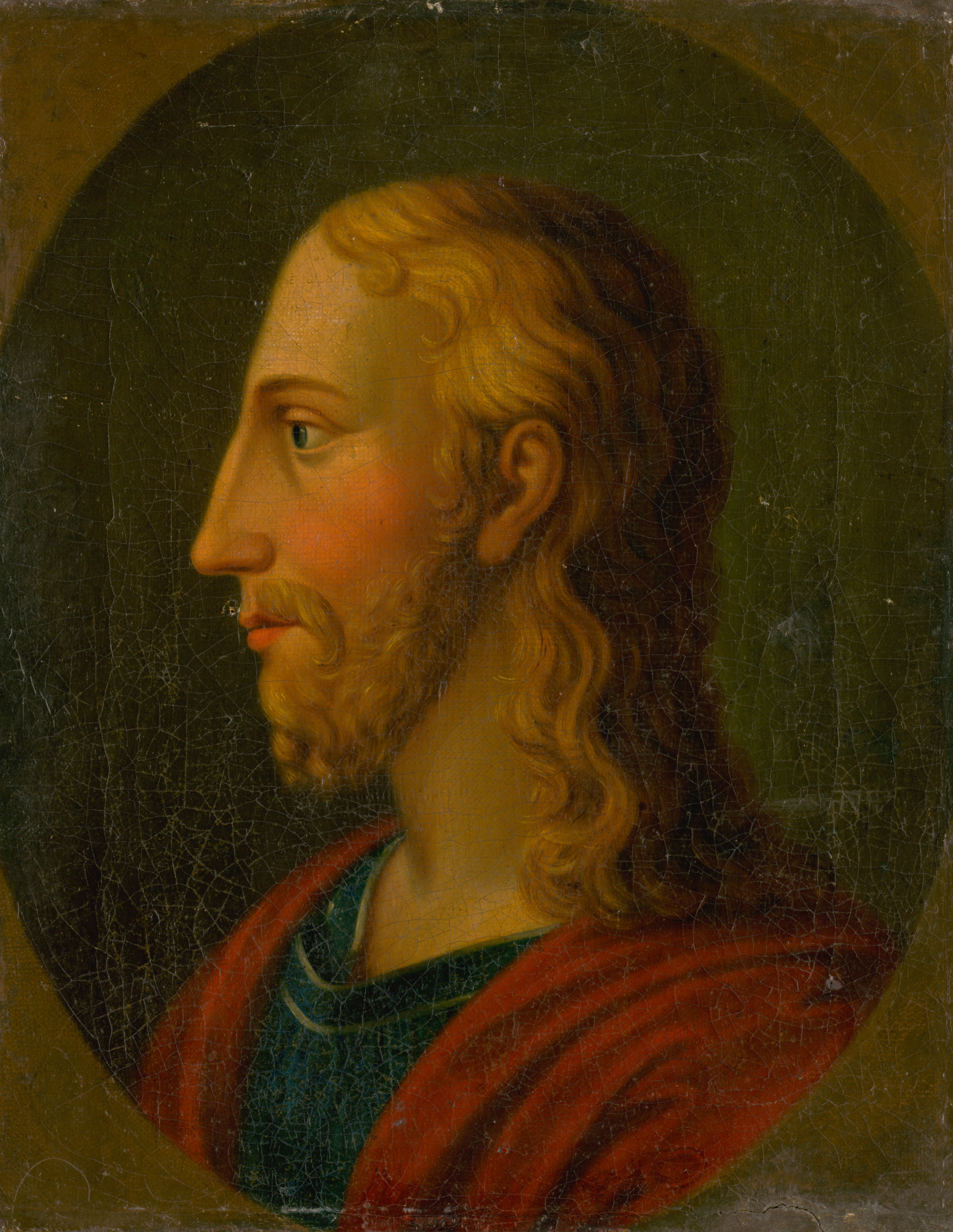
Peinture slovaque (v. 1800)
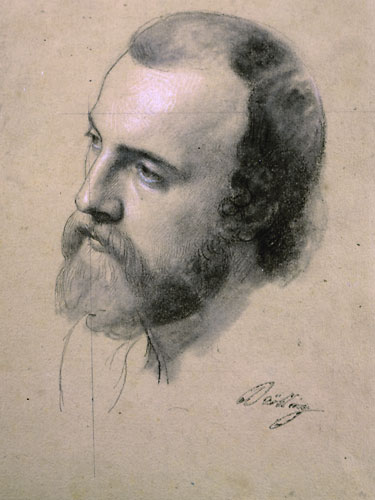
Par Michel Martin Drolling (début)
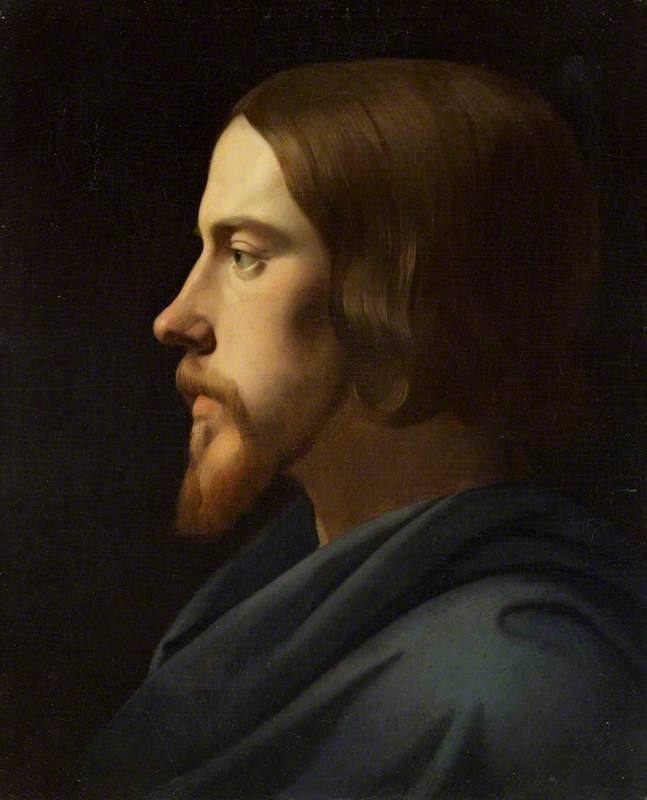
Par Paul Delaroche (v. 1834)
Par Filippo Agricola (1795-1857)
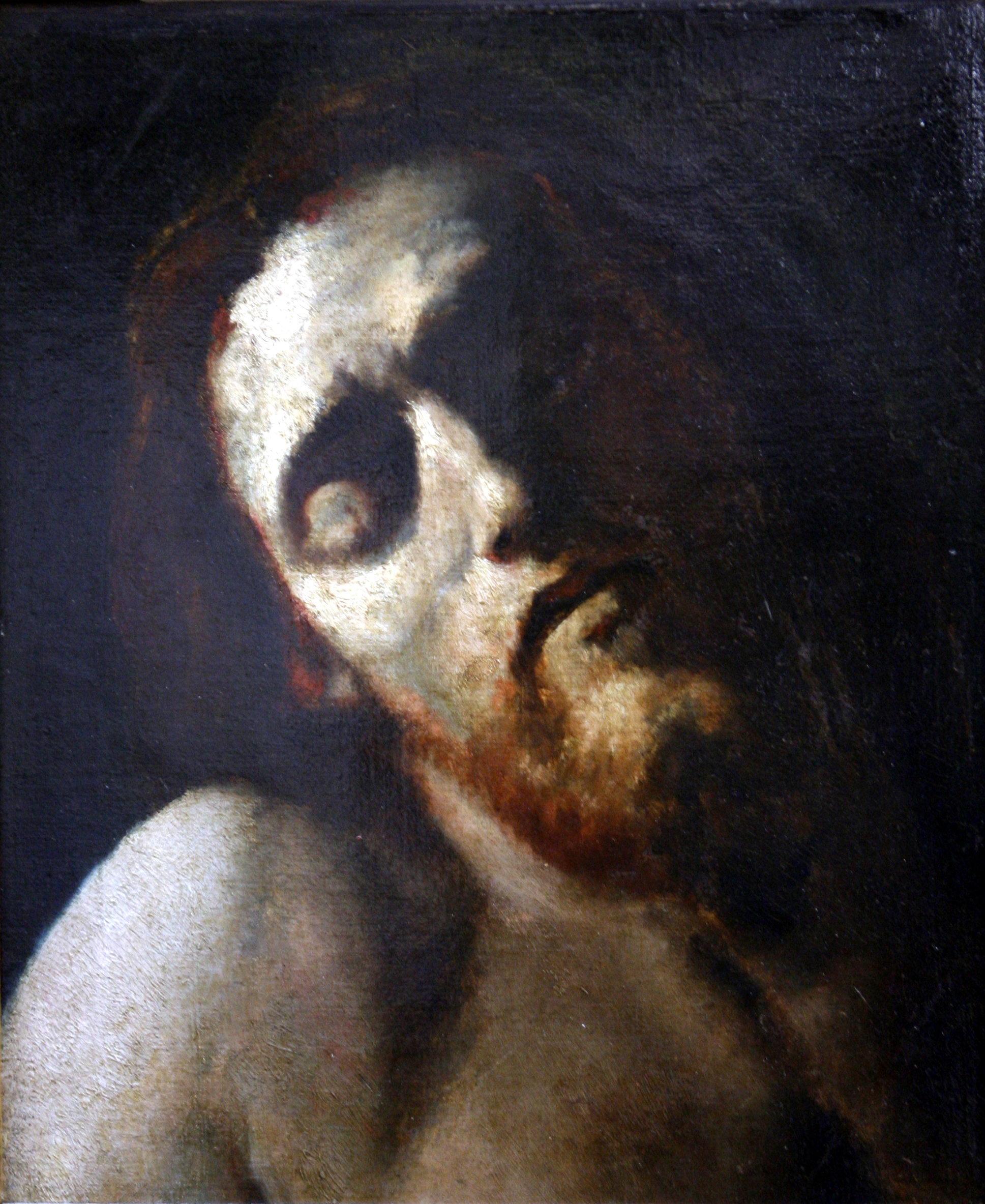
Par Félix Trutat (av. 1848)
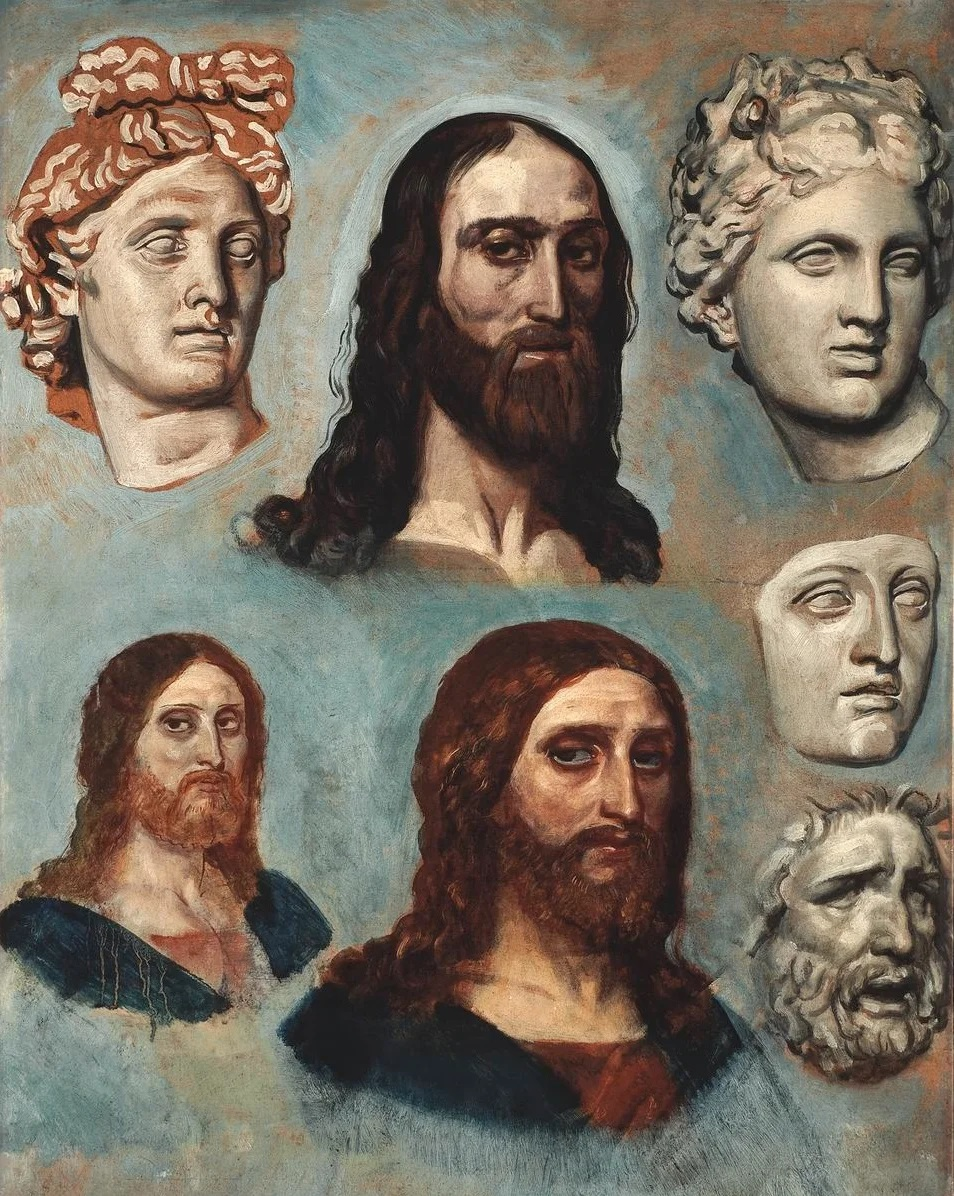
Variantes par Alexander Inanov
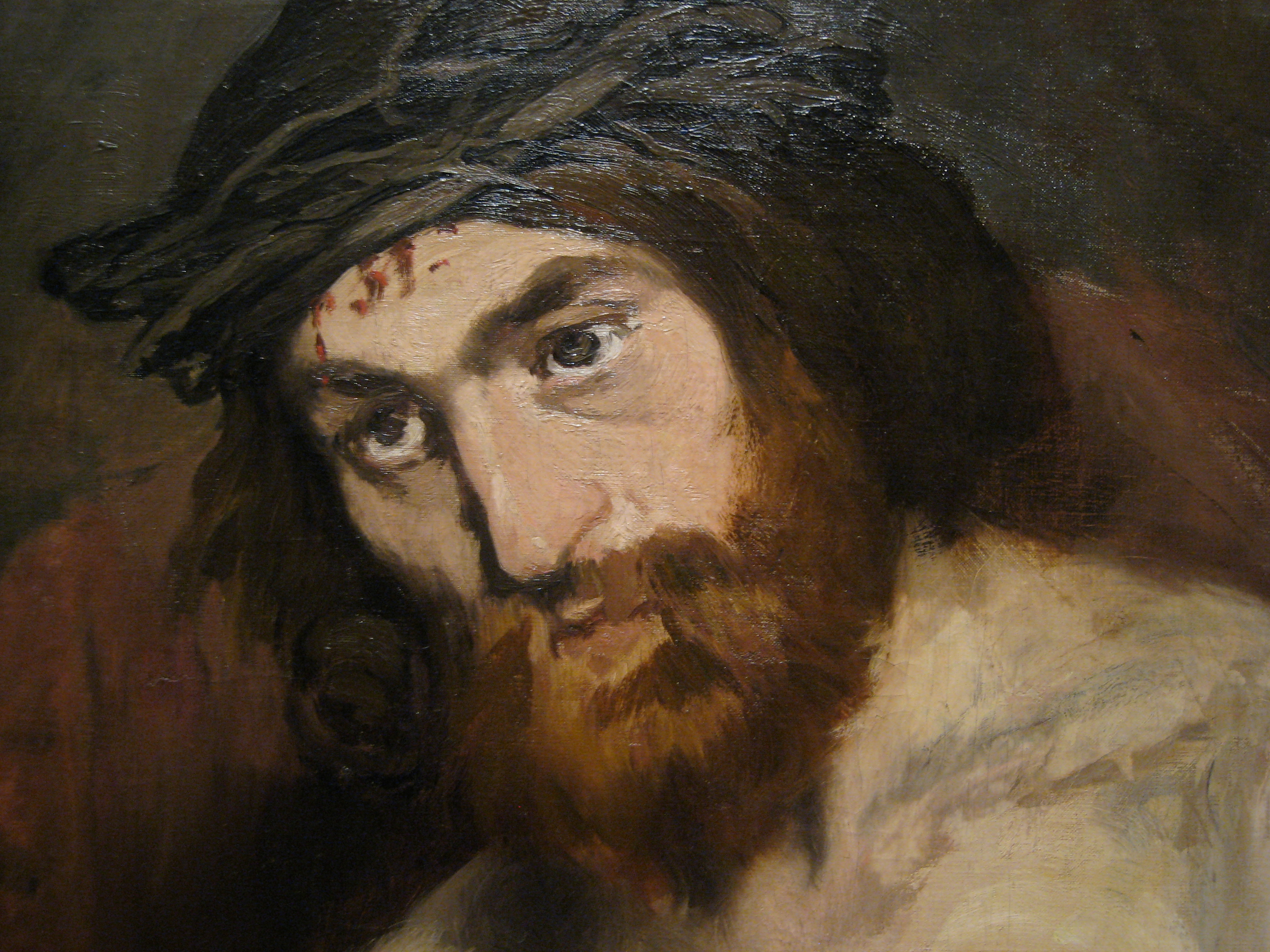
Par Manet (1865)
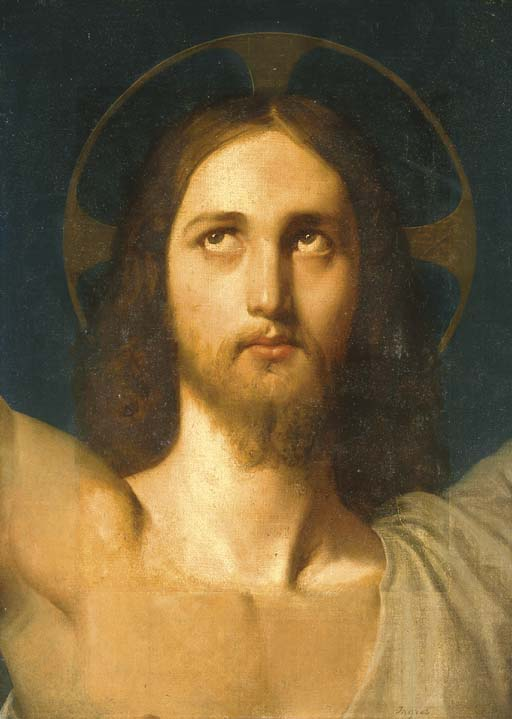
Par Ingres
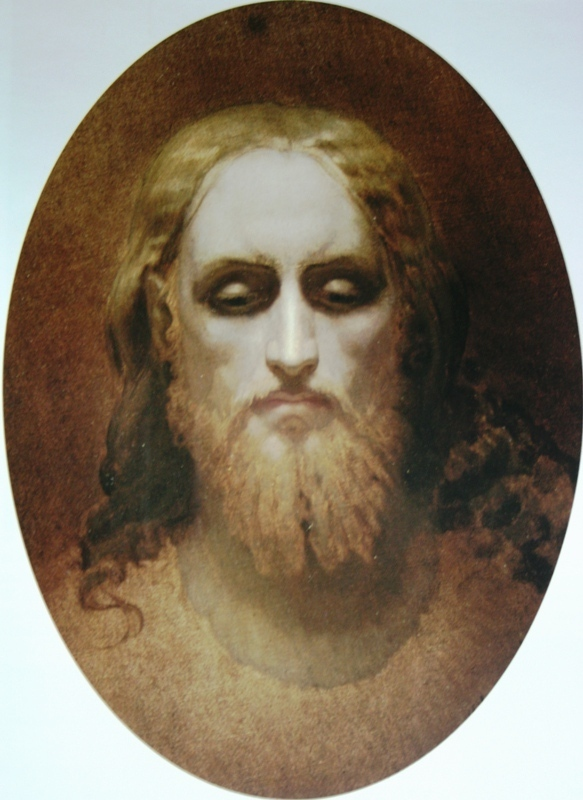
Par Ivan Kramskoi (1863)
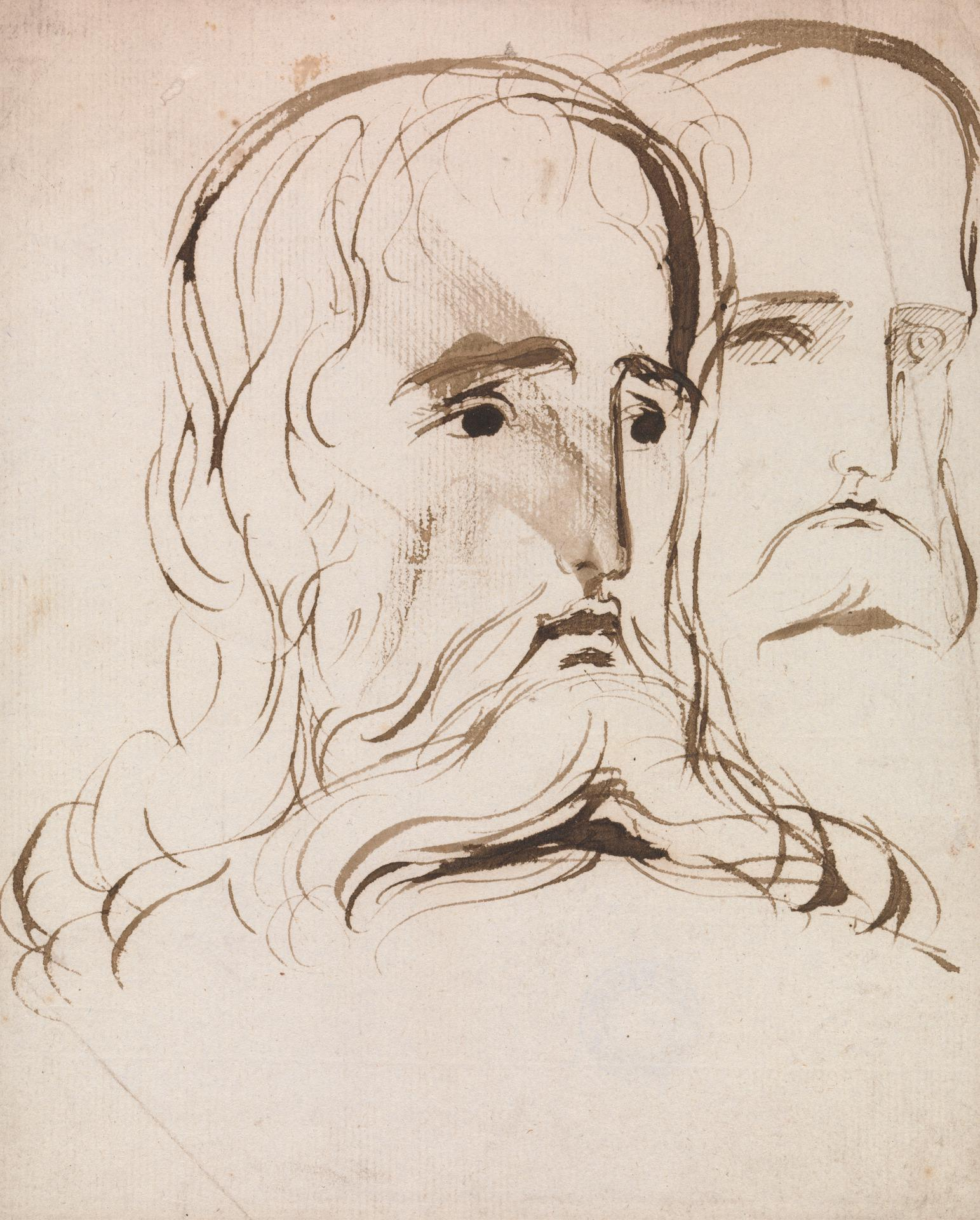
Par Benjamin R. Haydon (1786-1846)
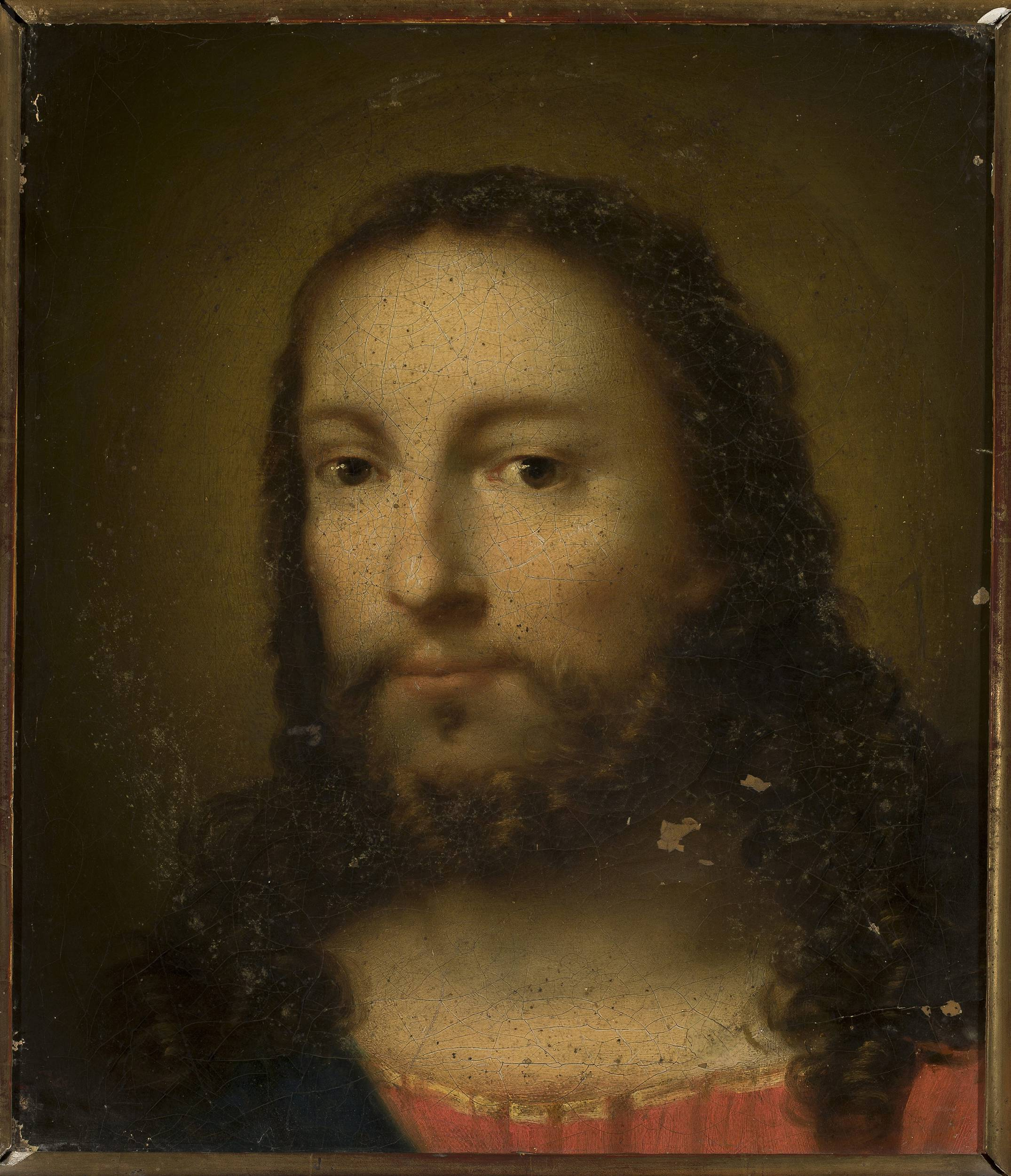
Par Wojciech Korneli Stattler (1800-1875)
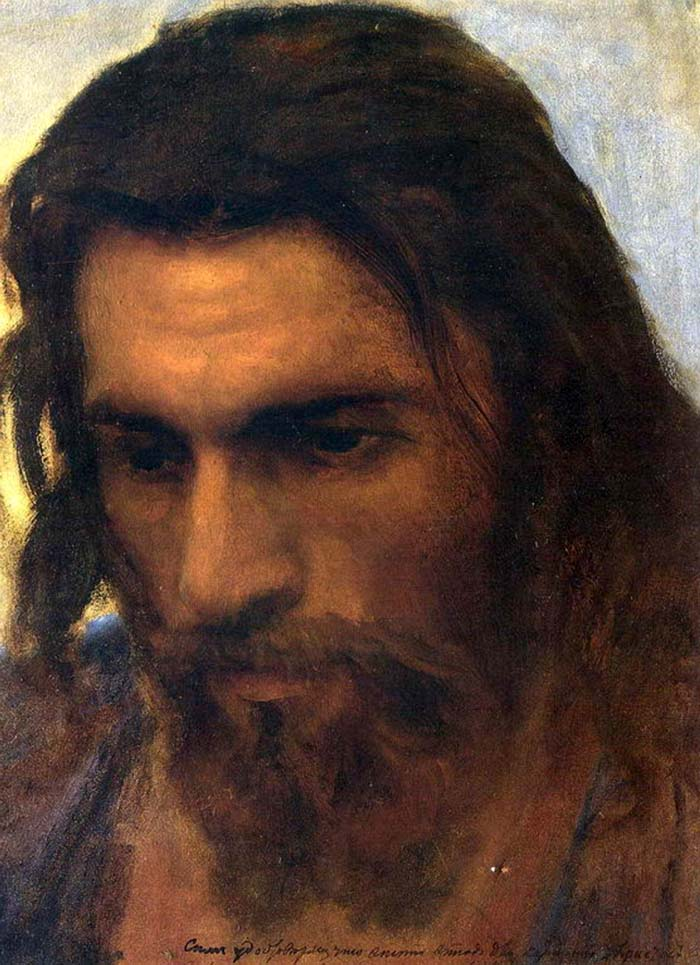
Par Ivan Kramskoi (av. 1872)
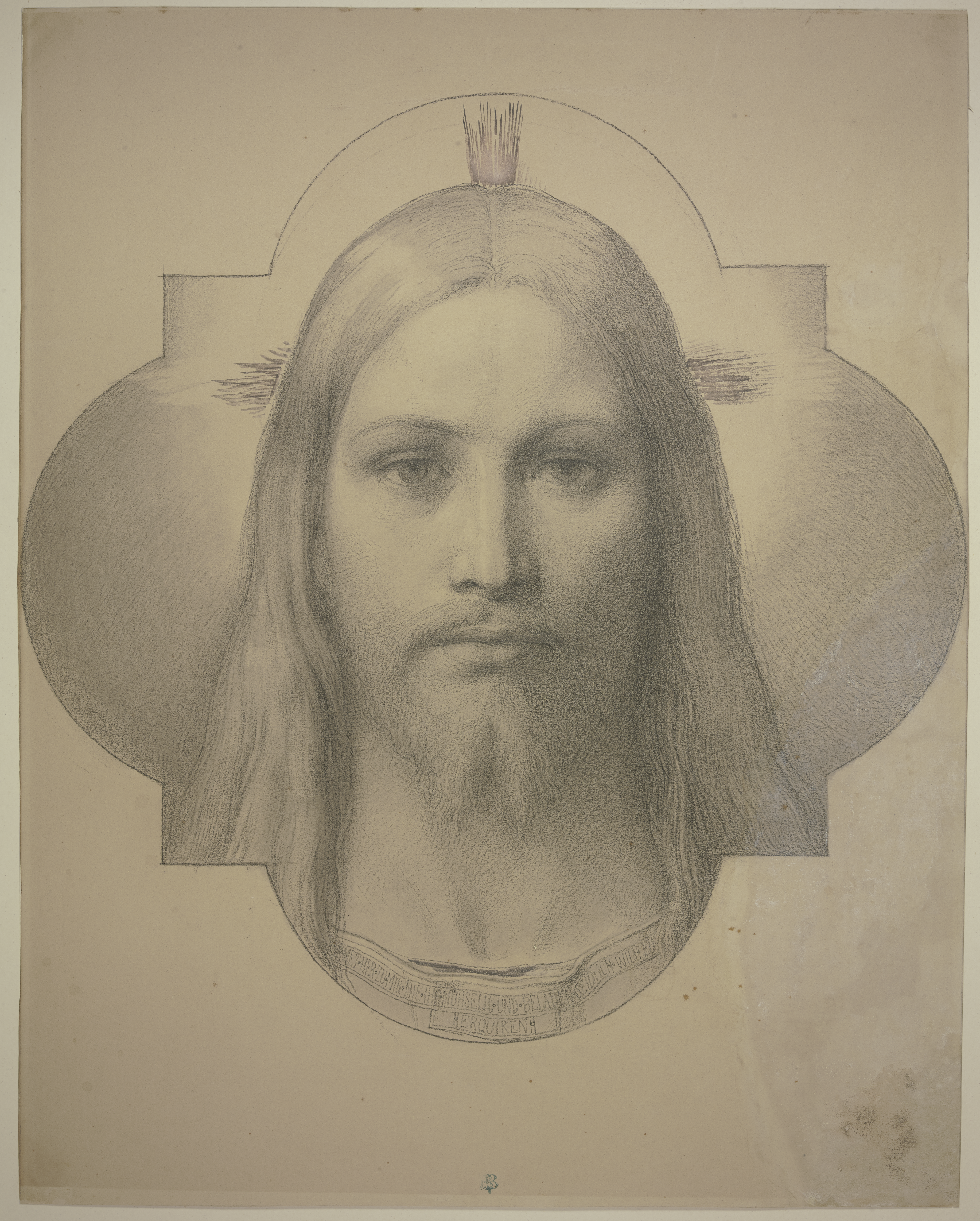
Par Eduard Von Steinle (1810-1886)
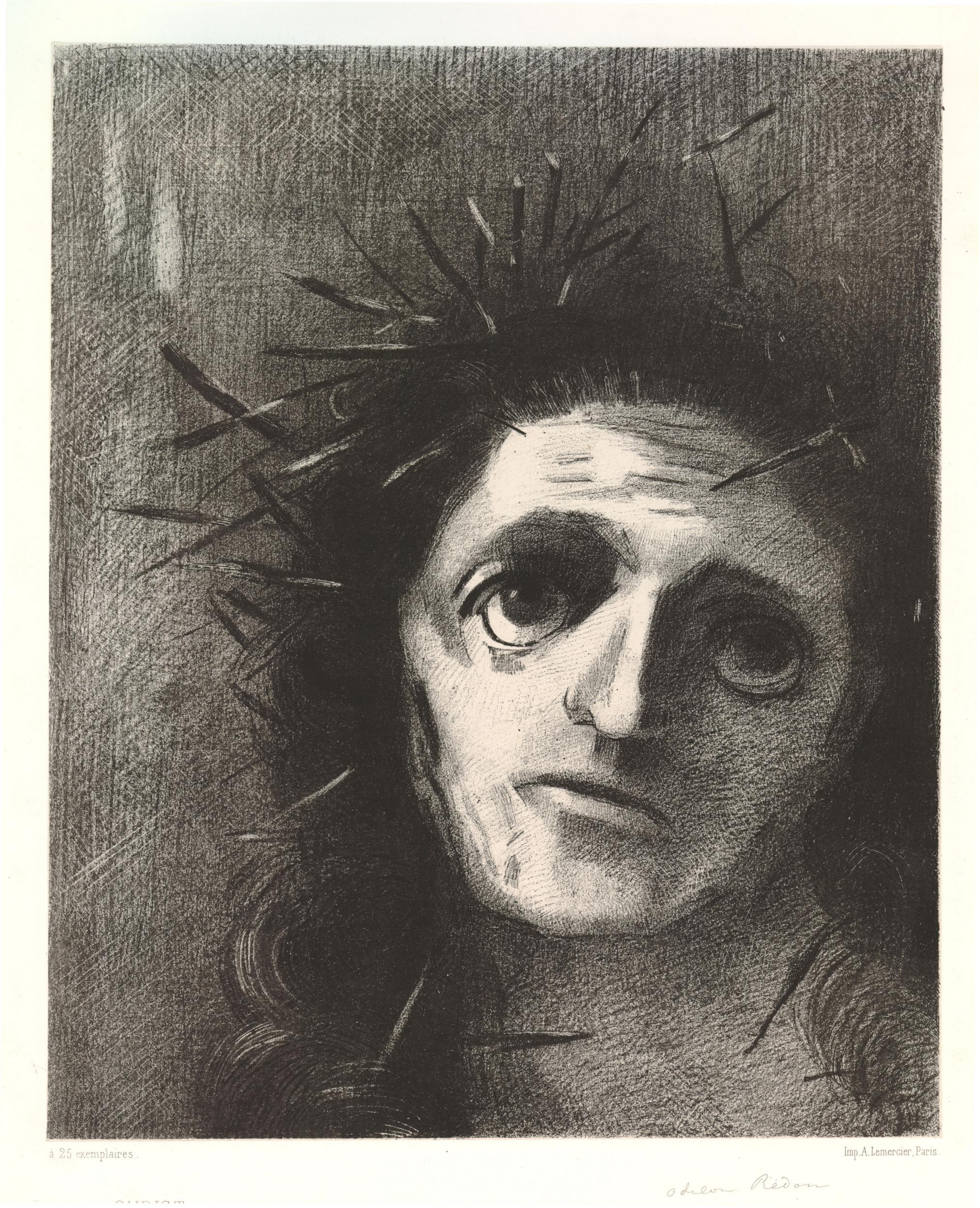
Par Odilon Redon (1887)
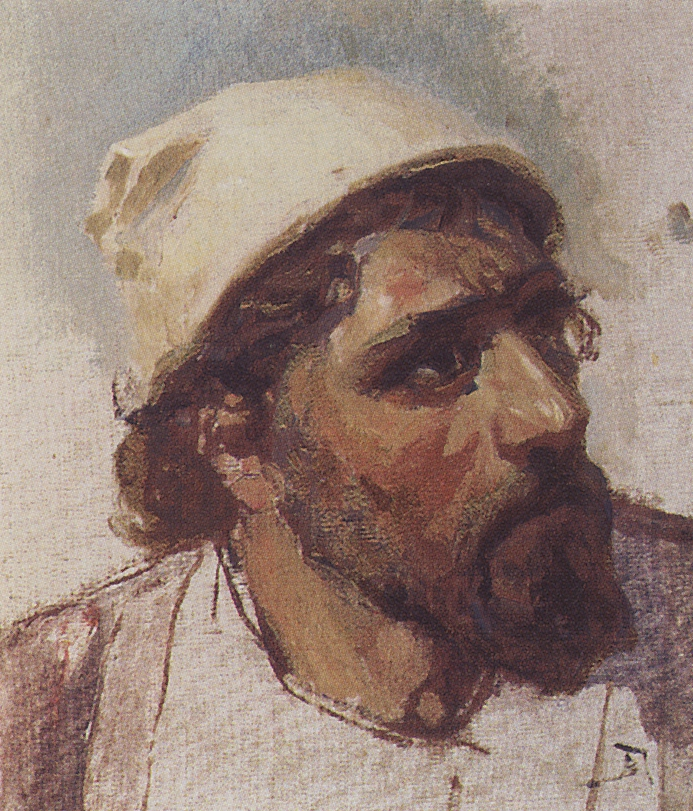
Par Vasily Polenov (1888)
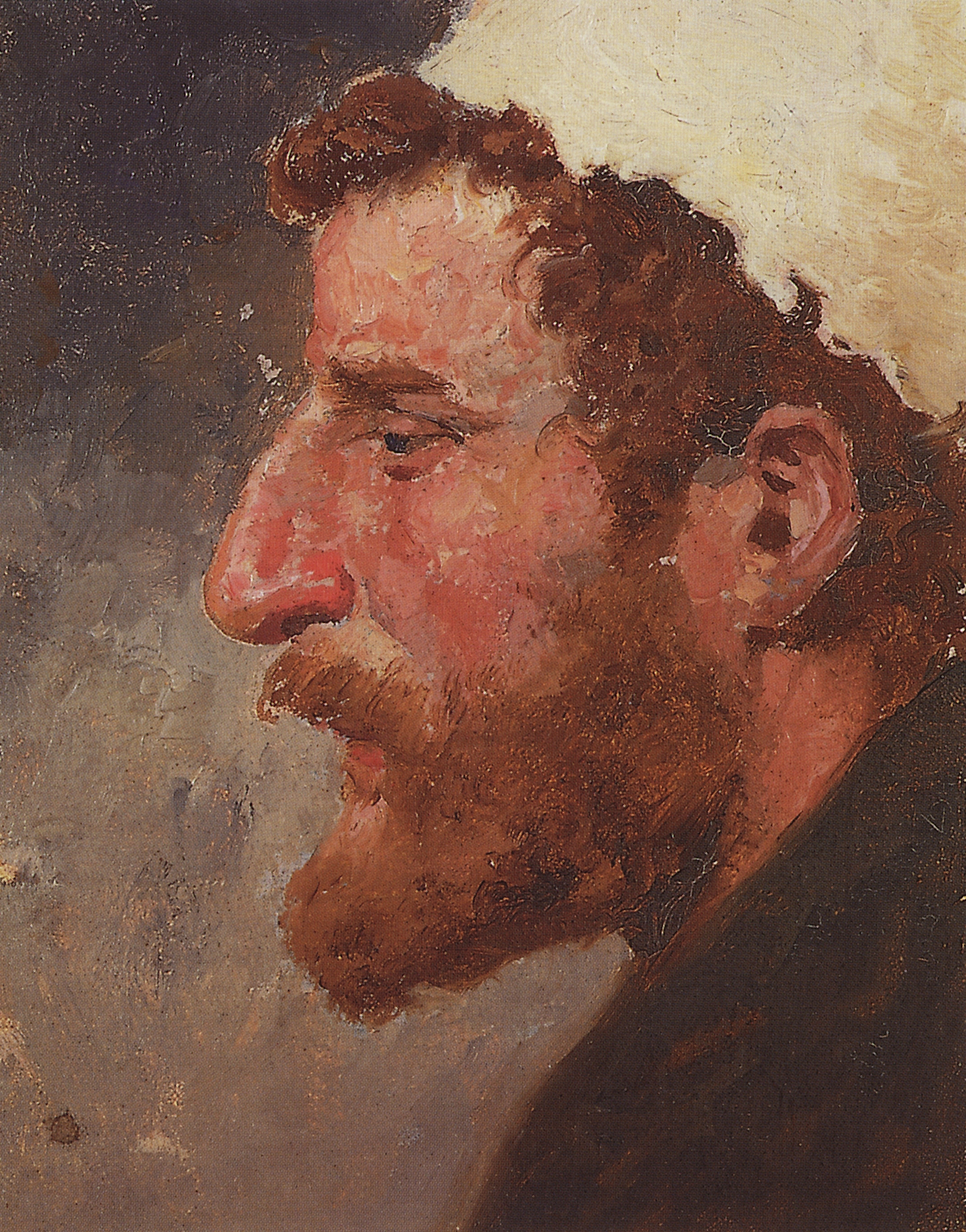
Par Vasily Polenov (v. 1888)
Par Timothy Cole (1888-92)
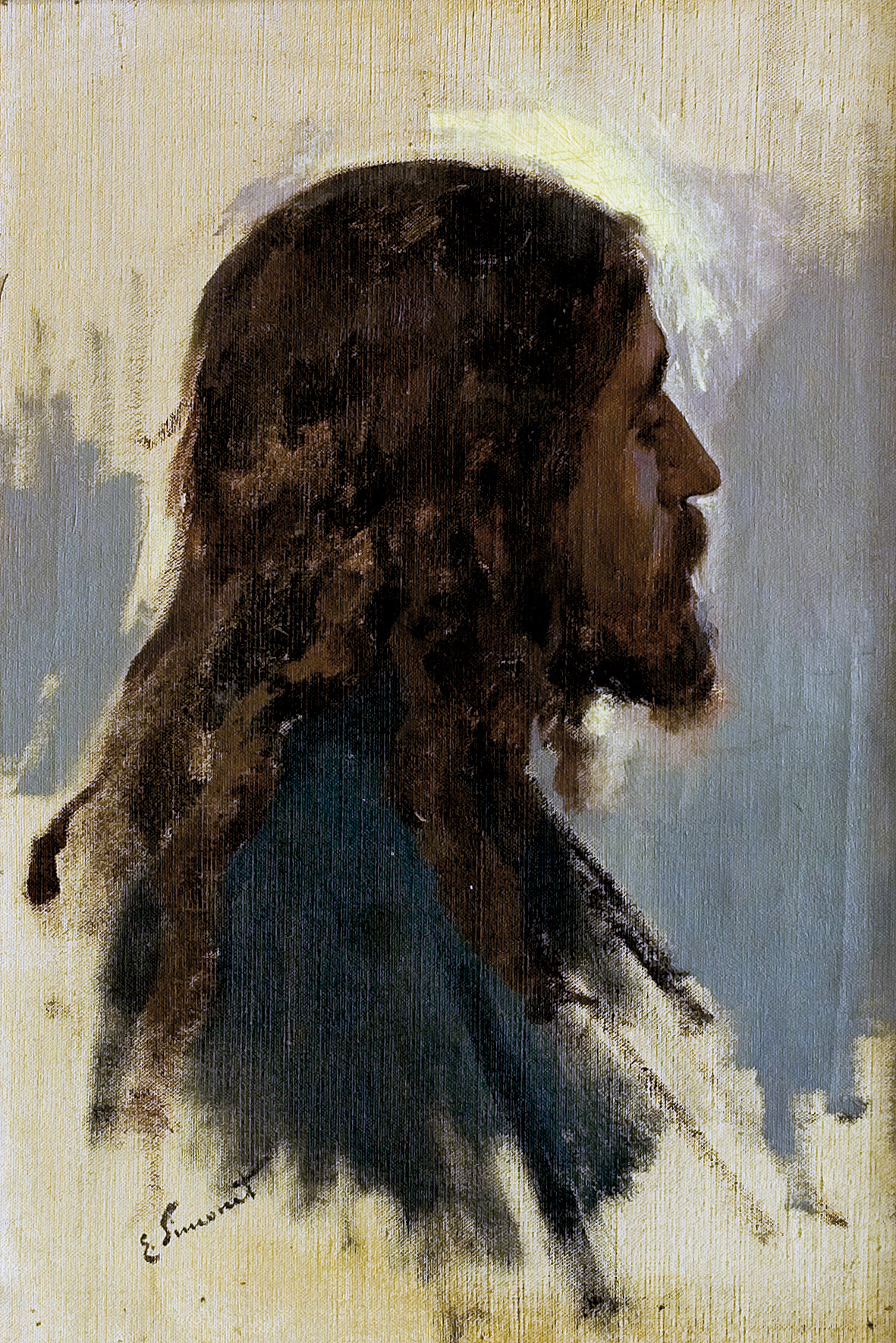
Par Enrique Simonet (1890-91)
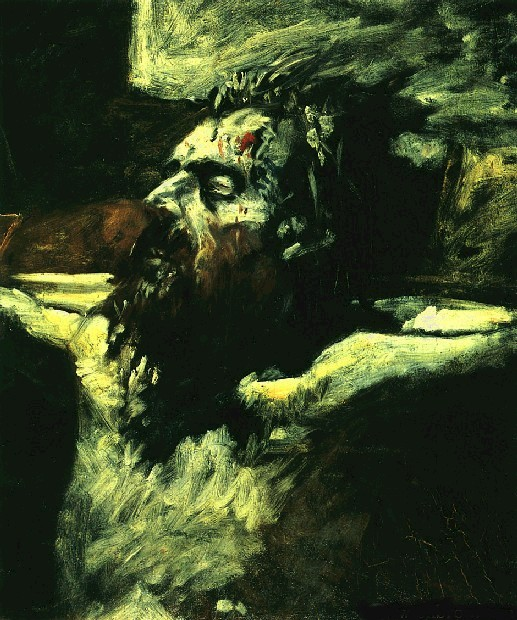
Par Nikolaï Iarochenko (1892-93)
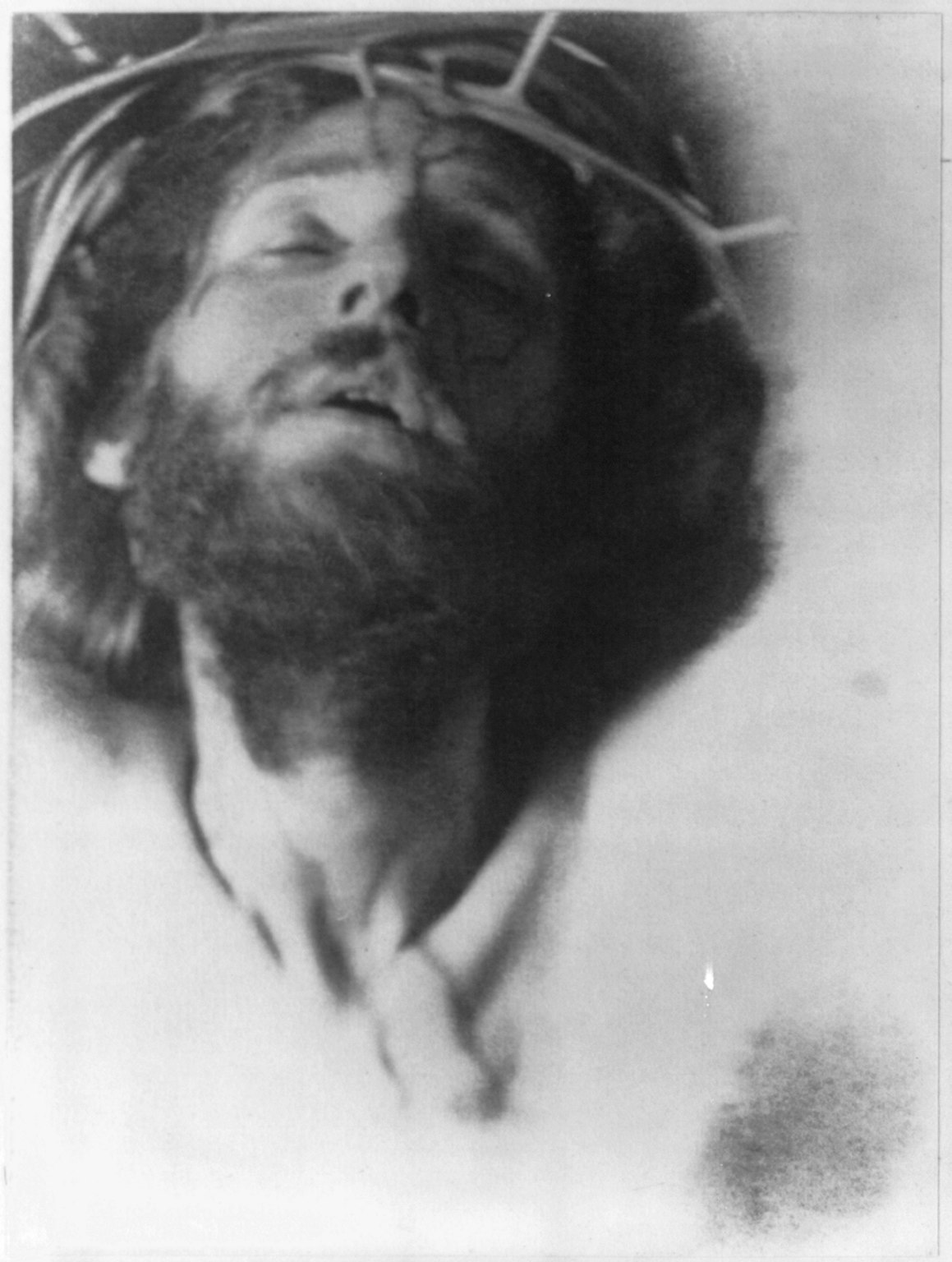
Par Fred Holland Day (1898)
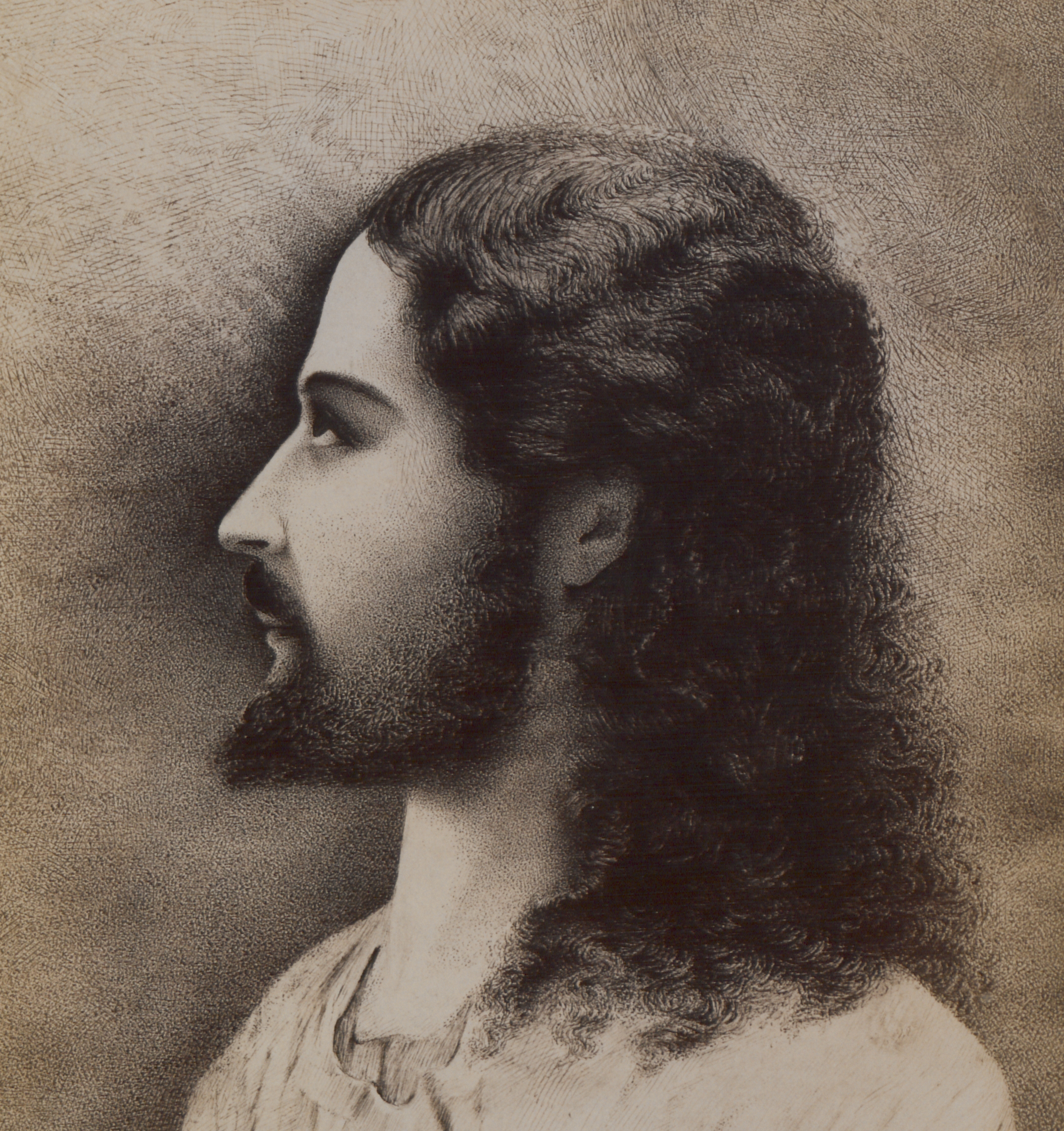
Par Laprés et Lavergne (1903)
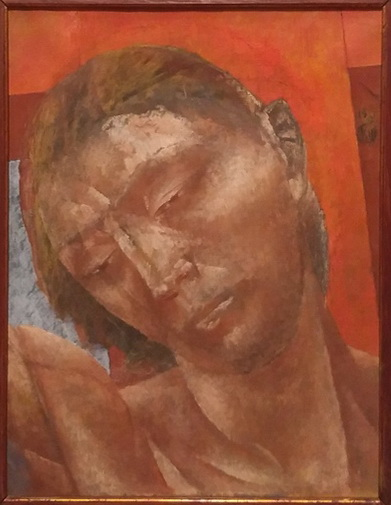
Par Kuzma Petrov-Vodkin (1921)
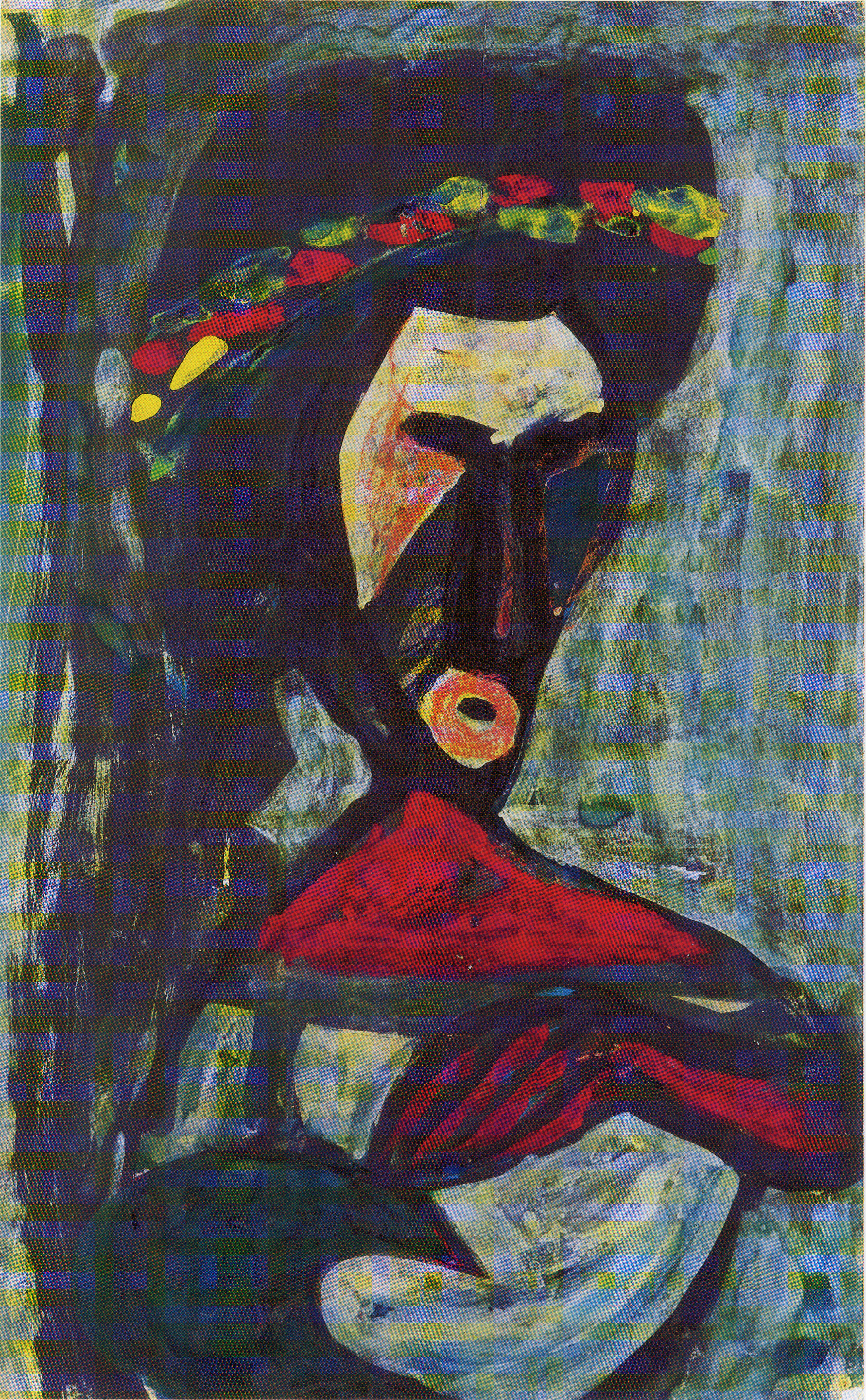
Par Aimitsu (1932)
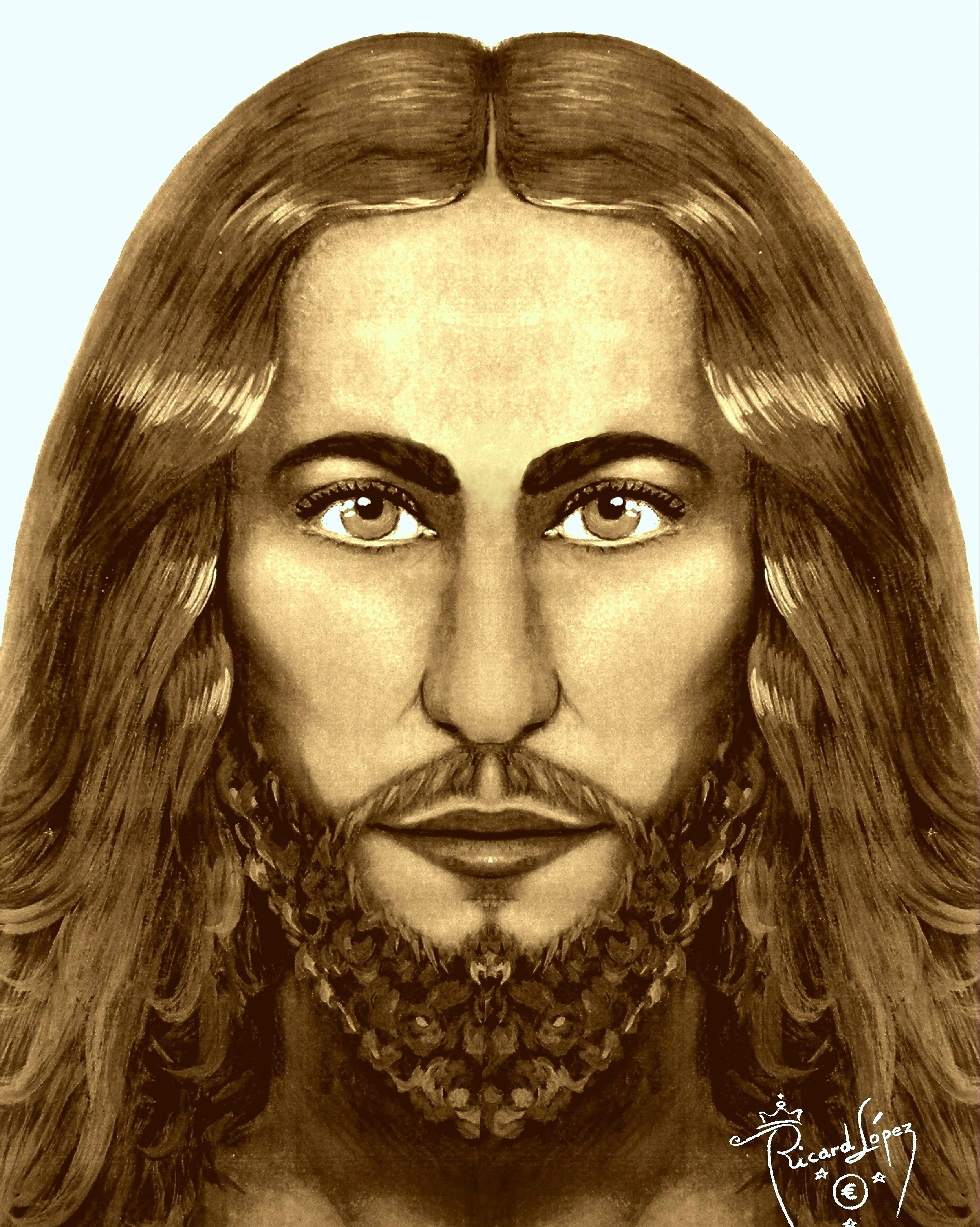
Par Ricardo López (1994)
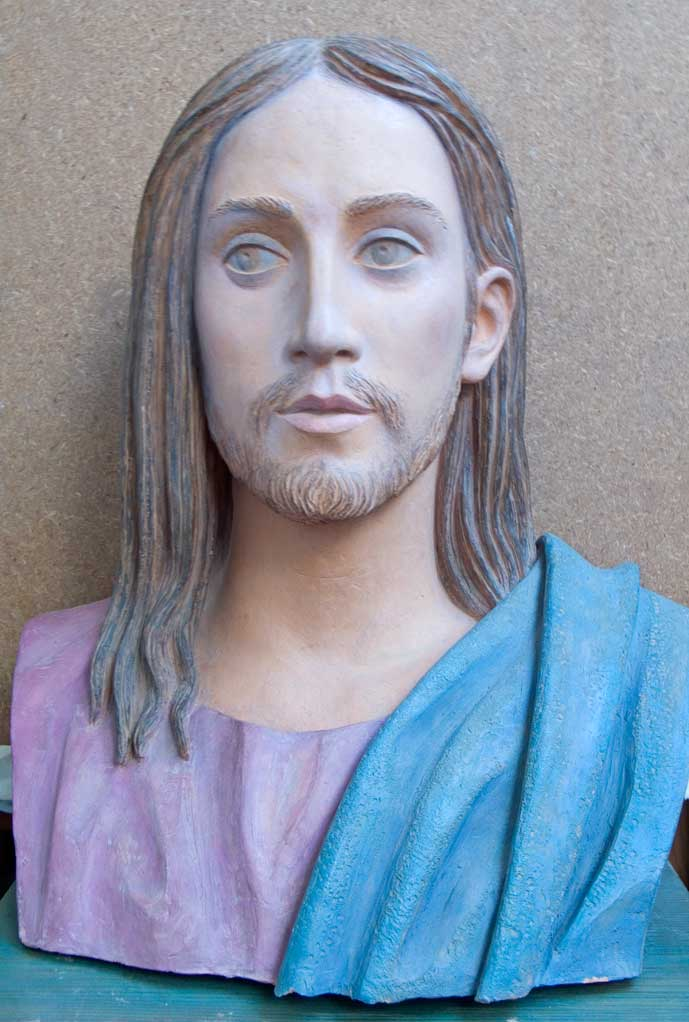
Par Carmen Jiménez Serrano (1999)